# Глазов
Гла́зов (удм. Глаз кар) — город на севере Удмуртской Республики России. Административный центр Глазовского района, в состав которого не входит. Образует муниципальное образование город Глазов со статусом городского округа как единственный населённый пункт в его составе.

## Этимология
Существует несколько версий происхождения названия города. 
Географическая версия возникла в связи с тем, что географические особенности рельефа города напоминают форму глаза, если смотреть с высоты птичьего полёта или с Солдырской горы. Согласно топонимической легенде, название городу дала Екатерина II. Чертёжный план будущего уездного города, представленный императрице, вызвал у неё ассоциацию со Всевидящим оком (глазом), поэтому город и получил название «Глазов». Между тем, по другой версии, будущий город носил название «деревня Глазова» задолго до екатерининской административной реформы 1780 года (удм. Глаз, Глазкар).
По версии, выдвинутой краеведом М. И. Буней, название города представляет собой русский перевод удмуртского топонима Сингурт, буквально: «глаз-деревня». Словом син «глаз» удмурты называли место, где из земли бьёт источник.
Наиболее правдоподобная версия возводит название города к имени (или фамилии) его основателя. По мнению А. Г. Татаринцева, топоним Сингурт выдуман самими краеведами, поскольку не отмечается ни в каких документах. Название «Глазов» никогда не переводилось удмуртами. Впервые оно упоминается в русской переписной книге за 1678 год, а переписчики обычно не переводили удмуртские названия деревень, записывая либо их удмуртское название, либо известное русское, либо называли деревню по имени основателя. Так, по имени основателя, был записан и Глазов. Неизвестно, кто именно был основателем починка и какое имя легло в основу его названия: русское, удмуртское или татарское.

## История
Впервые Глазов упоминается в 1678 году на страницах подворной переписи Михаила Петровича Воейкова и подьячего Фёдора Прокофьева в составе Чепецкой доли Каринского стана Хлыновского уезда как «деревня Глазова за рекою Чепцею», состоящая из 11 удмуртских и 1 татарского двора. Использование термина «деревня», а не «починок», как и значительная численность населения, свидетельствует о том, что к моменту переписи населённый пункт уже существовал какое-то время.
В переписи 1662 года он не упомянут. Починок, судя по данным переписей, был основан выходцами из соседней деревни Красная Слудка.
После постройки в 1748 году деревянной Вознесенской церкви деревня стала селом Глазовым. В XVII—XVIII веках население села пополняли русские, переселявшиеся на Урал.

### Уездный город в составе Вятской губернии
11 сентября 1780 года по указу Екатерины II село Глазово получило статус и герб города. Число жителей составляло менее тысячи человек. Город стал центром Глазовского уезда в составе Вятской губернии. 28 мая 1781 года был утверждён герб города.
В 1793 году на центральной площади города построен каменный собор, названный Преображенским. С 1796 по 1818 годы городничим Глазова был Пётр Фёдорович Чайковский, дед композитора П. И. Чайковского. При городничем Чайковском Глазов обзавёлся ратушей и первой больницей. С 1797 по 1920 год Глазов был центром Глазовского уезда Вятской губернии.
С 1804 года застройка города велась по плану петербургского архитектора Ивана Лема, утверждённому в 1784 году. Редкий тип радиально-дуговой планировки центра города сохранился до наших дней. Форма центральной площади в плане представляет собой глаз, от которого расходятся семь улиц-ресниц, что придаёт названию города особый символизм. Детальная планировка улиц и площадей была выполнена в 1804 году Росляковым Ф. М..
В 1811 году исполняющим обязанности главы города был купец 2-й гильдии Иван Селиверстович Волков.
7 октября 1823 года город посетил император Александр I. Он остановился в доме Ляпуновых и подарил хозяйке дорогой перстень.
В 1826 году в Сибирь через Глазов провезли участников восстания декабристов.
В 1837 году проездом на Урал в Глазове останавливался будущий император Александр II (в поездке его сопровождал русский поэт Василий Андреевич Жуковский). В 1890 году в память об этом событии по инициативе глазовского городского мещанского общества в городе построена часовня святого Александра Невского (разрушена в годы Советской власти, восстановлена по оригинальным эскизам в 1995—2001 годах).
К 1856 году Глазов стал главным торговым центром уезда. Хлеб, лён, кожи, пенька, сало вывозились за границу через порт Архангельск. Во второй половине XIX века наряду со многими другими удалёнными от столиц городами Российской империи Глазов является местом ссылки участников различных политических и общественных движений. В 1879 году сюда был сослан В. Г. Короленко, описавший впоследствии Глазов в очерке «Ненастоящий город» (1880). В 1867 году в Глазове находились 44 ссыльных, в 1870 году — 78, в 1873 — 93 человека.
В 1868 году в Глазове в семье инженера-технолога родилась О. Л. Книппер-Чехова.
В 1876 году в городе открылась женская прогимназия, в начале XX века ставшая полноценным средним учебным заведением. Вскоре в городе появилась и мужская гимназия. С 1877 года на Соборной площади начинается строительство Преображенского собора. 24 сентября 1879 года недостроенный собор рухнул. Экстренная комиссия из Вятки выявила ошибки в расчётах строителей. Через 8 лет по откорректированным чертежам всё было восстановлено с особой тщательностью с учётом прочности и красоты кирпичной кладки. 15 июня 1887 года возрождённый храм освятили. С 1889 года в городе размещалось Глазовское викариатство Вятской епархии.
С 1890 года в Глазове начали появляться предприятия кустарного производства. Начали работать кирпичное, лесопильное, обувное производства, мыловаренные заводы. Значительное развитие получили производства пряников и сушек. В 1901 году был построен стекольный завод.
В 1898 году по территории Глазовского уезда прошла Транссибирская железнодорожная магистраль. До 1917 года в небольшом провинциальном городе преобладали одноэтажные и двухэтажные бревенчатые здания и немногочисленные кирпичные.
|                                       |  |  |  |
| Город Глазов на рубеже XIX и XX веков |  |  |  |

### Революция и Гражданская война
В Первую Мировую войну в Глазове формировались маршевые роты и батальоны для действующей армии; действовало два госпиталя для раненых. Город был переполнен революционно настроенными солдатами. 4 марта 1917 года в Глазове был избран Совет рабочих и солдатских депутатов под председательством А. И. Шульца. Большевистский Совет рабочих, солдатских и крестьянских депутатов фактически стал политической властью в городе и уезде ещё до вооружённого восстания в Петрограде. Получив сообщение о свержении Временного правительства, исполком Совета официально заявил о своём единовластии.
20—24 января 1918 года Глазовский уездный съезд рабочих, крестьянских и солдатских депутатов объявил о переходе власти в руки Советов. Председателем уездного Совета был избран И. Я. Шубин. Летом 1918 года крупные антибольшевистские восстания прокатились по Святогорской, Быковской, Афанасьевской и некоторым другим волостям Глазовского уезда. Они были жестоко подавлены частями Красной Армии, расквартированными в Глазове.
В мае—июне 1919 года через город проходил Восточный фронт Гражданской войны. В связи с тяжёлой обстановкой для Красной армии в Глазов приезжали Сталин и Дзержинский. 3 июня 1919 года город был занят Сибирской армией Колчака (группа генерала Пепеляева), но уже 15 июня вновь взят под контроль 3-й Красной армией. В обоих случаях боёв в городе не было.

### Советские годы

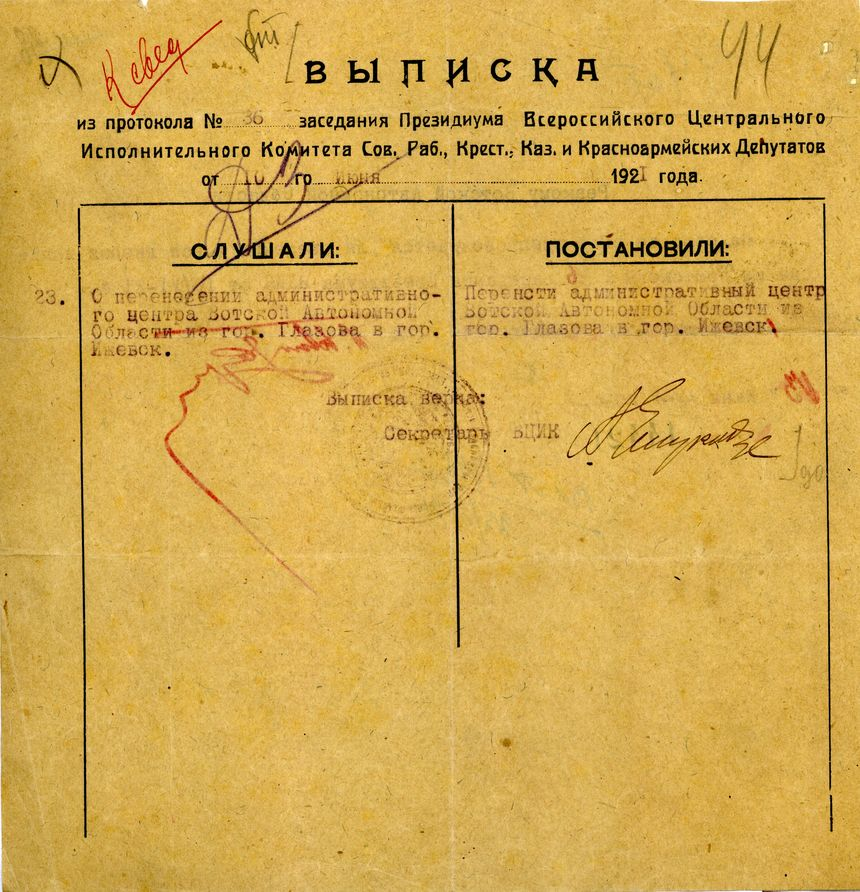
Выписка из протокола заседания Президиума ВЦИК о переносе центра области из г. Глазова в г. Ижевск. 10 июня 1921 г.

В связи с близостью к Вятке и проживанием удмуртского населения Глазов 4 ноября 1920 года стал административным центром образованной Вотской автономной области. В феврале 1921 года в городе создан Удмуртский областной ревком во главе с И. А. Наговицыным. В конце июня — начале июля 1921 года управление области переведено в Ижевск. К 1923 году население Глазова достигло 4397 жителей.
В середине 1930-х годов разработан первый генеральный план советского Глазова. Архитектор проекта Эммануил Меклер сохранил «лучи» И. Лема, планируя одновременно развитие основной застройки на запад. В конце 1930-х годов началось строительство льнозавода.
К июню 1941 года в Глазове проживало 16 906 человек. В начале Великой Отечественной войны в город эвакуировались предприятия и учреждения из западных районов страны. Это были в основном заводы оборонного значения с оборудованием и людьми. На нужды фронта работали эвакуированные из Ленинграда табачная фабрика и 2-е Ленинградское пехотное училище, а также патронный завод № 544, построенный на территории льняного комбината и укомплектованный оборудованием эвакуированных из Подольска и Кунцева патронных заводов.
В послевоенные годы в городе началось строительство дублёра завода № 12. На базе патронного завода № 544 создана Прикамская контора Главгорстроя ПГУ — предприятие по производству урана (будущий Чепецкий механический завод). К западу от Глазова началось возведение рабочего посёлка завода. В первые годы строительства посёлок застраивался деревянными и засыпными двухэтажными домами, а также каркасными «финскими домиками». В 1947 году в районе Парковой и Школьной улиц выстроены первые кирпичные жилые многоквартирные дома. С 1948 года рабочий посёлок начал застраиваться по новому генеральному плану типовыми кирпичными двух- и трёхэтажными домами. Помимо жилых домов, в первые годы строительства нового заводского посёлка построены детские сады, больничный городок, школа, столовая, кинотеатр, дом культуры и т. д. Для строительства нового производства, ЧМЗ и посёлка были привлечены все имеющиеся строительные силы, в том числе репрессированные российские немцы. Проектировались и срочно вводились в строй новые энергетические службы, производилась электрификация и теплофикация города.
Постановлением Президиума Верховного Совета УАССР от 21 октября 1949 года и указом Президиума Верховного Совета РСФСР от 2 января 1950 года Глазов отнесён к категории городов республиканского подчинения.
С конца 1950-х годов в городе началось строительство так называемых «хрущёвок». Рабочий посёлок завода начал активно строиться в восточном направлении — в сторону довоенной застройки.
В 1960—1962 годах происходило уничтожение Преображенского собора на площади Свободы, несмотря на то, что в 1945 году объект признали памятником архитектуры Удмуртской АССР. Формальным основанием для сноса храма стал утверждённый проект нового железобетонного моста через реку Чепцу, трасса подхода к которому находится на месте снесённого собора. В 1962 году снесён последний храм города — Георгиевская церковь.
В 1965 году на улице Ленина сданы первые в Удмуртии девятиэтажные дома.
В конце 1960-х годов разработан новый генеральный план города. В ближайшие десятилетия развитие города планировалось в юго-западном и северо-восточном направлениях, на месте старой деревянной застройки. Первая очередь строительства предполагала возведение крупного жилого района южнее железной дороги. В юго-западном жилом районе должны были поселиться двадцать тысяч человек, на реке Сыга планировался пруд. Северо-восточный жилой район намеревались строить во вторую очередь из-за дороговизны строительства, необходимости намыва грунта и сноса старой деревянной застройки. В 1970 году из-за обнаружения песчаных карьеров близ города решено перенести строительство северо-восточного жилого района в первую очередь строительства. В 1970-х годах выстроены микрорайоны В, И, К и Л.
В начале 1980-х годов началось строительство крупного жилого района Левобережье-1 к северо-востоку от исторической части города. Специально для района в московских проектных институтах спроектированы жилые и общественные здания. В конце 1980-х началось строительство крупного приборостроительного завода, относящегося к ВНИИ технической физики и автоматизации.
В 1987 году в Глазове прошли торжества по случаю рождения стотысячного жителя.
Начиная с 1990-х годов в Глазове планировали начать строить сразу три крупных жилых района. В северо-восточном направлении планировался район Левобережье-2. В южном направлении планировали застроить всю территорию частной застройки. В западном направлении заводом Химмаш разработан проект жилого района на месте деревни Ваебыж.

### Современность
До проведения реформ 1990-х годов качество жизни населения в Глазове было значительно выше общероссийского уровня. В сложившейся на то время политической и экономической ситуации высокоурбанизированный Глазов, связанный с военно-промышленным комплексом, оказался в трудном положении. Спад производства, вызванный падением спроса на продукцию, вызвал отток квалифицированных кадров. С начала 1990-х годов в результате экономического кризиса объём промышленной продукции, выпускаемой предприятиями города, резко сократился. Некоторые заводы, не выдержав рыночной конкуренции, прекратили либо приостановили свою деятельность. Приборостроительный завод так и не был достроен. Жилищное строительство практически не велось.
Начиная с 2000 года экономическая ситуация улучшается, часть предприятий наращивает объёмы производства, строительство жилых домов возобновилось.
В 2007 году город потерял статус стотысячного.
В первое десятилетие XXI века проведены масштабные работы по благоустройству площади Свободы и реконструкции исторического ансамбля зданий. На месте Вознесенской церкви построен новый Преображенский собор.

## Физико-географическая характеристика

### Географическое положение
Глазов расположен в Приуралье на северо-западе Удмуртии, в 180 км от столицы республики Ижевска, на левом берегу реки Чепцы (притока Вятки). Протяжённость Глазова с севера на юг составляет 4—5 км, с запада на восток 10—12 км. Город занимает площадь 6916 га, его периметр равен 64 км.

### Рельеф и почвы
Рельеф Глазова равнинный, изрезан долинами рек Чепцы, Сыги и Малой Сыги. Абсолютные высоты колеблются от 135 до 235 м (гора Солдырь, входящая в территорию городского округа). На территории города и в его окрестностях присутствуют различные почвы: серые подзолистые на субстрате аллювиальных супесей и тяжёлых покровных суглинков, молодые искусственные, имеющие песчаный субстрат из аллювиального материала, подзолистые гидроморфные на суглинистом, супесчаном субстрате, а также торфяно-болотные почвы.

### Часовой пояс
Город Глазов находится в часовой зоне, обозначаемой по международному стандарту как Samara Time Zone (SAMT). Смещение относительно UTC составляет +4:00. Время в Глазове соответствует географическому поясному времени.

### Климат
Климат города умеренно континентальный с определяющим влиянием континентальных воздушных масс умеренных широт. В летнее время приходят очень тёплые воздушные массы с юга и юго-востока, вызывающие жаркую засушливую погоду. Безморозный период составляет 112 суток. Весенние заморозки прекращаются в конце мая. Наиболее сильные морозы наблюдаются в декабре-марте. При вторжении морского воздуха умеренных широт с запада наблюдаются потепления, вплоть до оттепелей. Средняя максимальная высота снегового покрова 73 см, средняя глубина промерзания почвы 56 см. Среднегодовое количество осадков 525—550 мм. Грозы наблюдаются с мая по сентябрь (25—30 дней с грозой). Среднее значение влажности воздуха 74 %. Большую часть года преобладают ветры западного и юго-западного румбов. Максимальная повторяемость 26 % по юго-западному румбу, минимальная 5 % по северному. Среднегодовая скорость ветра 3—4 м/с, колебания по месяцам незначительные: от 2,6 до 5,1 м/с, при порывах 15 м/с. Штиль отмечается редко, в среднем 6—13 дней в году.
| Показатель                    | Янв.  | Фев.  | Март  | Апр. | Май  | Июнь | Июль | Авг. | Сен. | Окт.  | Нояб. | Дек.  | Год   |
| ----------------------------- | ----- | ----- | ----- | ---- | ---- | ---- | ---- | ---- | ---- | ----- | ----- | ----- | ----- |
| Абсолютный максимум, °C       | 3,0   | 5,6   | 9,2   | 25,3 | 30,4 | 34,2 | 37,8 | 37,1 | 32,7 | 20,9  | 9,6   | 3,2   | 37,8  |
| Средний суточный максимум, °C | −10   | −9    | −1    | 7    | 16   | 21   | 24   | 20   | 14   | 5     | −4    | −9    | 6     |
| Средняя температура, °C       | −13,5 | −12,1 | −5,4  | 3,7  | 11,6 | 17   | 18,7 | 15,6 | 9,8  | 2,5   | −5,6  | −10,3 | 2,7   |
| Средний суточный минимум, °C  | −16   | −16   | −10   | −2   | 5    | 10   | 12   | 10   | 6    | 0     | −8    | −14   | −2    |
| Абсолютный минимум, °C        | −46,3 | −39,5 | −33,2 | −24  | −8,8 | −2,5 | 2,3  | −0,2 | −7,3 | −24,2 | −35,3 | −46,8 | −46,8 |
| Норма осадков, мм             | 18,3  | 13,7  | 13,3  | 14,1 | 21,4 | 45,4 | 44,8 | 35,0 | 32,1 | 36,5  | 24,9  | 17,3  | 316,8 |
| Источник: weather.msn.com     |       |       |       |      |      |      |      |      |      |       |       |       |       |

Чепца в Глазове
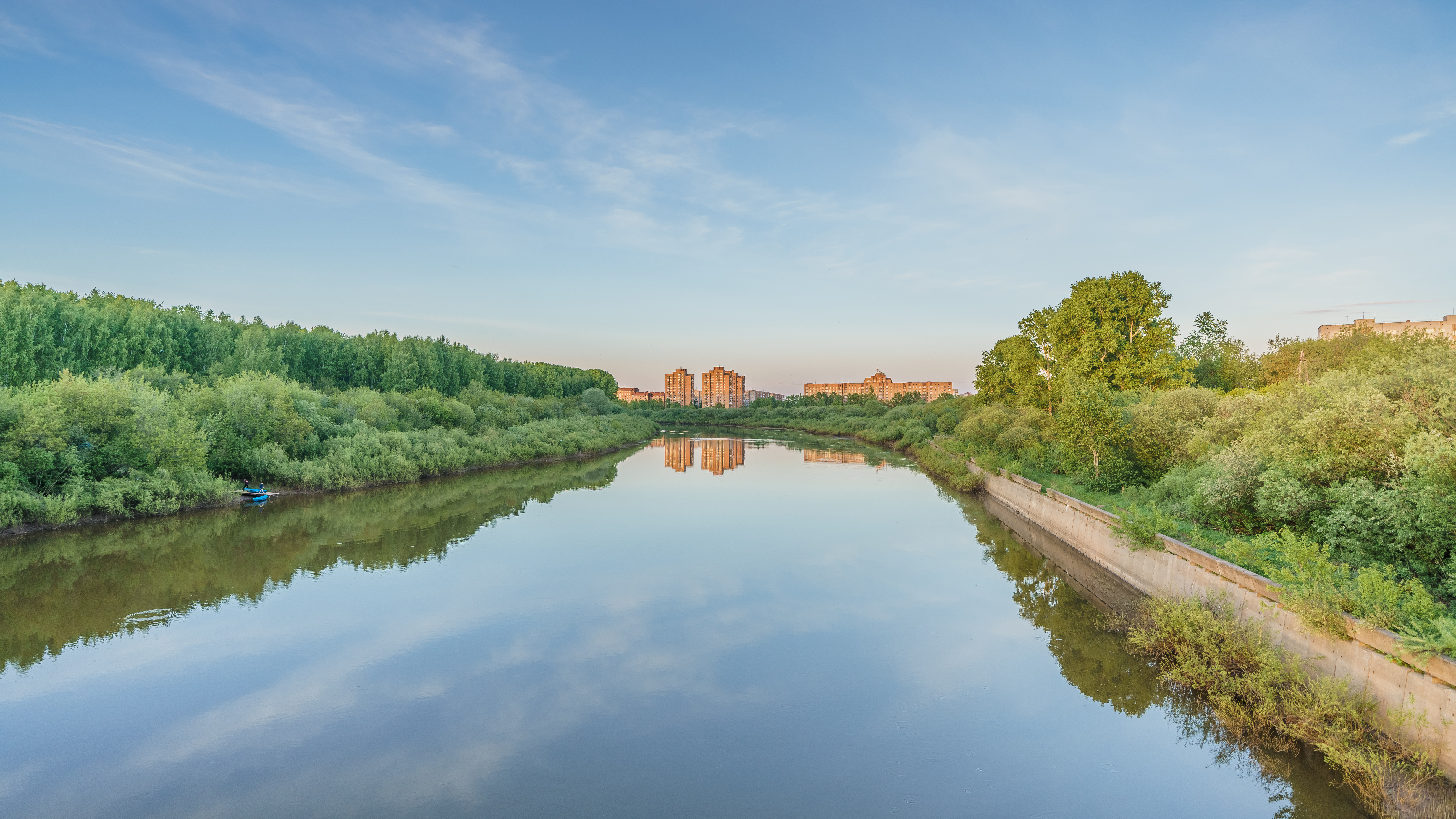
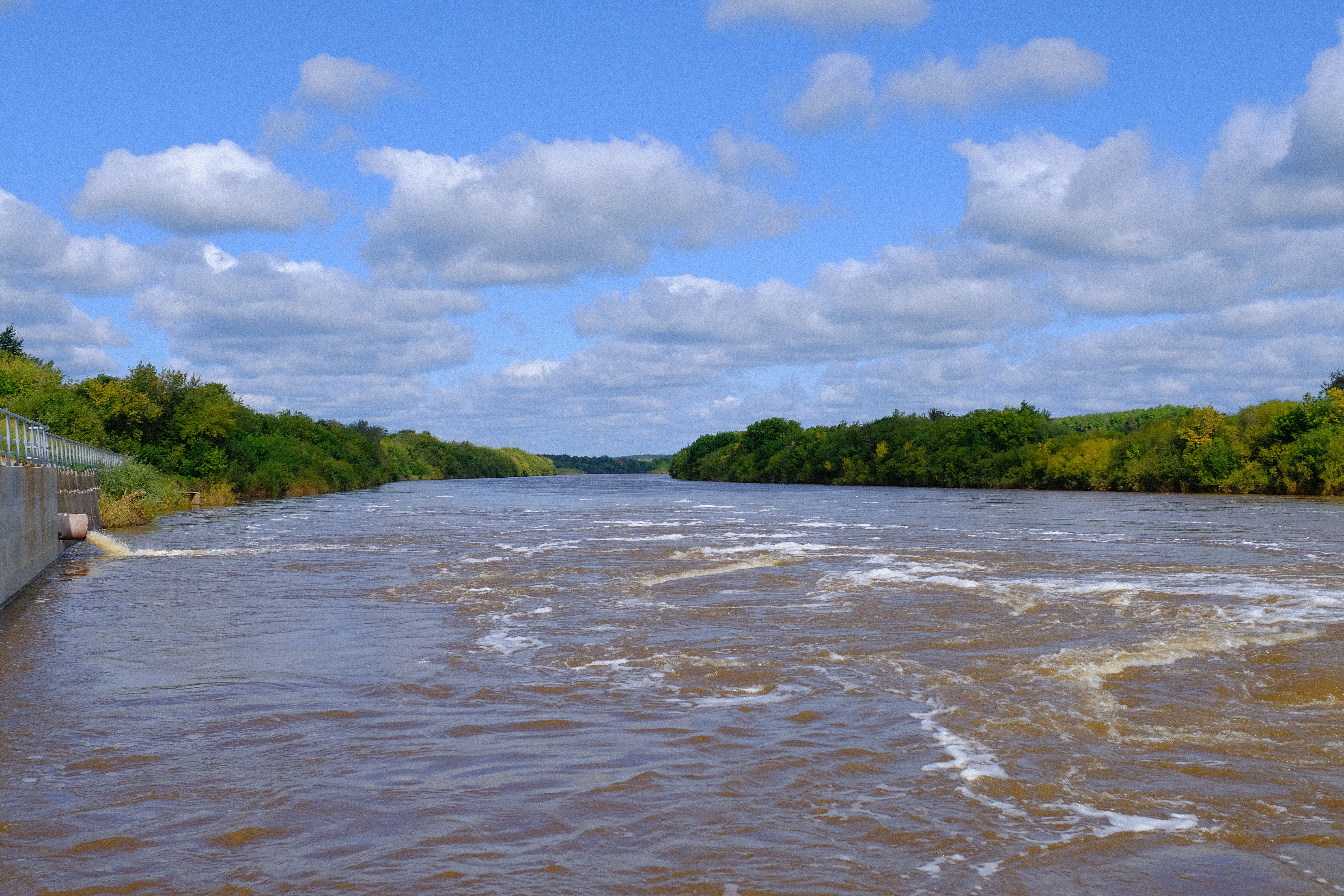
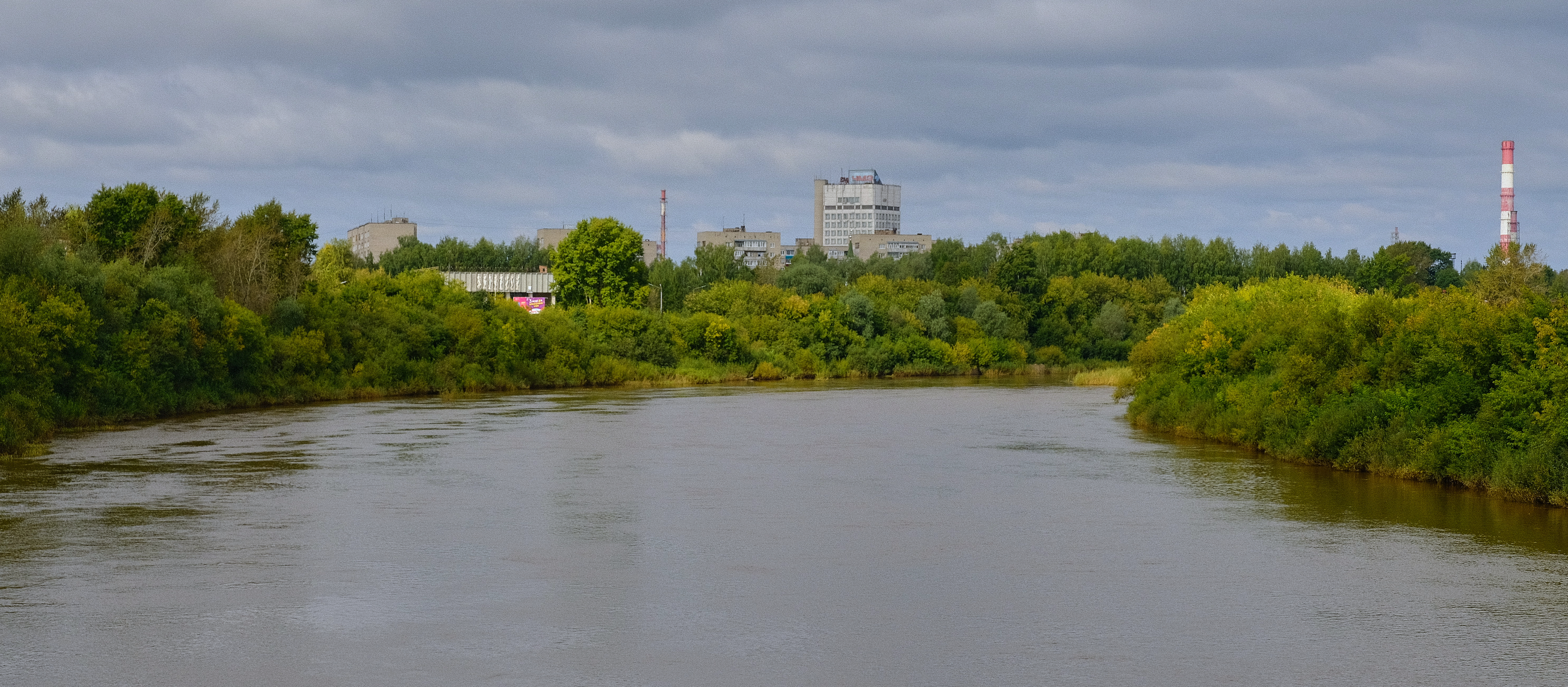
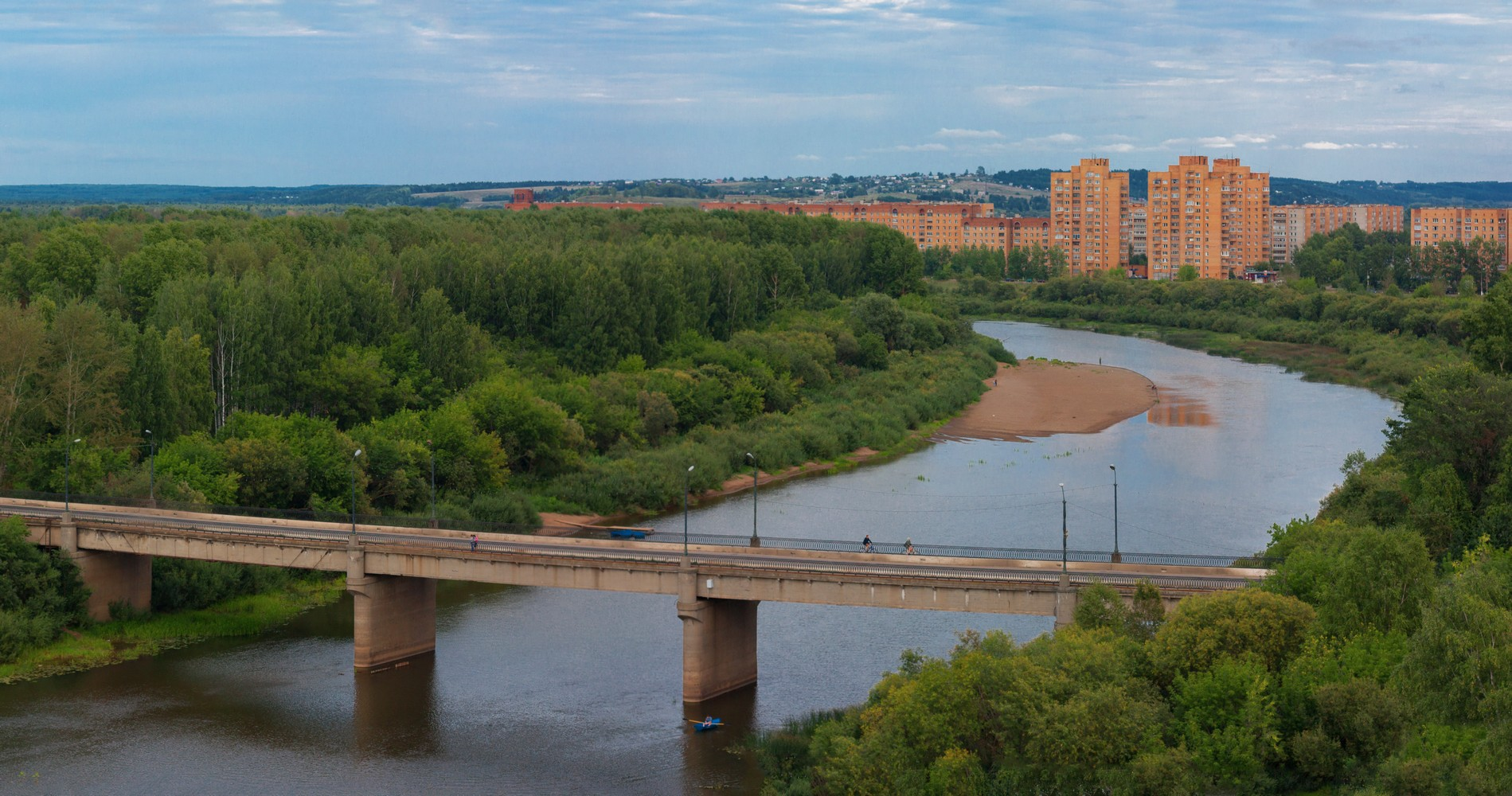

## Население
| 1782     | 1856     | 1858     | 1897     | 1904     | 1913     | 1926     | 1931     | 1939     | 1959     | 1967     | 1970     |
| -------- | -------- | -------- | -------- | -------- | -------- | -------- | -------- | -------- | -------- | -------- | -------- |
| 257      | ↗2200    | ↗2204    | ↗3500    | ↗3997    | ↗5855    | ↗6600    | ↗8600    | ↗16 500  | ↗59 012  | ↗65 000  | ↗68 348  |
| 1973     | 1975     | 1976     | 1979     | 1982     | 1985     | 1986     | 1987     | 1989     | 1990     | 1991     | 1992     |
| ↗73 000  | ↗77 000  | →77 000  | ↗81 144  | ↗87 000  | ↗96 000  | →96 000  | ↗98 000  | ↗104 072 | ↗105 000 | ↗106 000 | ↗107 000 |
| 1993     | 1994     | 1995     | 1996     | 1997     | 1998     | 1999     | 2000     | 2001     | 2002     | 2003     | 2004     |
| →107 000 | →107 000 | →107 000 | →107 000 | ↘106 000 | →106 000 | →106 000 | ↗106 300 | ↗106 800 | ↘100 894 | ↗100 900 | ↗101 000 |
| 2005     | 2006     | 2007     | 2008     | 2009     | 2010     | 2011     | 2012     | 2013     | 2014     | 2015     | 2016     |
| ↘100 800 | ↘100 400 | ↘99 600  | ↘98 200  | ↘97 070  | ↘95 854  | ↗95 900  | ↘95 553  | ↘95 117  | ↘94 909  | ↘94 610  | ↘93 995  |
| 2017     | 2018     | 2019     | 2020     | 2021     | 2025     |          |          |          |          |          |          |
| ↘93 628  | ↘93 056  | ↘92 381  | ↘92 334  | ↘87 762  | ↘85 340  |          |          |          |          |          |          |

На 1 января 2025 года по численности населения город находился на 192-м месте из 1124 городов Российской Федерации.
Национальный состав по данным переписи 2020 года: русские — 71,4 %, удмурты — 22,4 %, татары — 4 %.

## Административное устройство
Структуру органов местного самоуправления города (городского округа город Глазов) составляют:
- Городская дума — представительный орган муниципального образования;
- Глава города;
- Администрация муниципального образования — местная администрация (исполнительно-распорядительный орган муниципального образования);
- Контрольно-счётный орган муниципального образования.

### Главы города
- 2005—2010 годы — Владимир Юрьевич Перешеин[66]
- 2010—2015 годы — Александр Викторович Вершинин[67]
- 2015—2018 годы — Олег Николаевич Бекмеметьев[68]
- С 29 декабря 2018 года — Сергей Николаевич Коновалов[69]

## Инфраструктура и транспорт

### Жилищное строительство

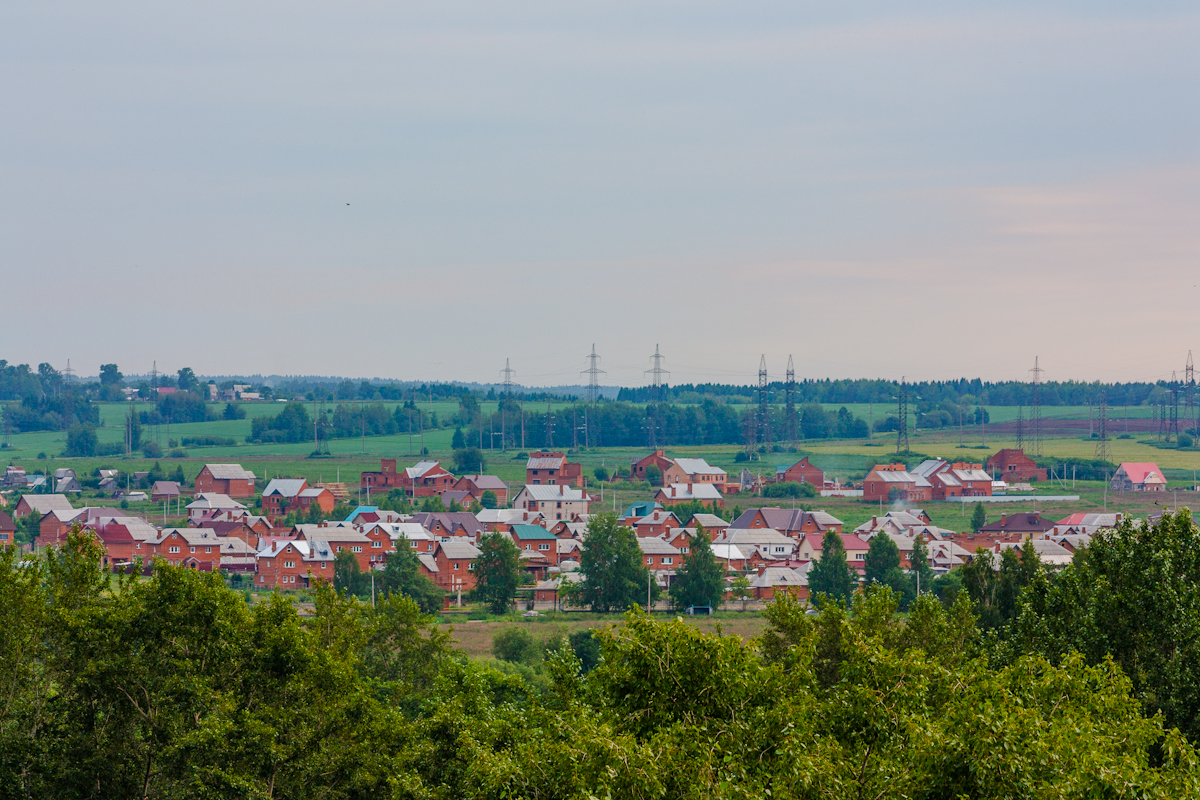
Жилой массив «Заводской»

На протяжении всей истории Глазова прослеживается поэтапное развитие городской территории в соответствии с утверждёнными градостроительными документами, что положительным образом отразилось на формировании чёткой планировочной структуры города с выделением жилых и промышленных районов, общественно-деловых и рекреационных зон.
Основу планировочной структуры Глазова образуют взаимно-перпендикулярные улицы, насыщенные общественно-деловыми объектами различного назначения: улица Кирова, проходящая в широтном направлении и связывающая между собой основные районы и общественный центр города; улица Короленко, проходящая в меридиональном направлении. Территория центра города имеет радиально-кольцевую планировку, заложенную в первом генеральном плане города, разработанным архитектором Лемом. Здесь расположены основная часть памятников истории и культуры, скверы, бульвары, административные, культурные, общественно-деловые здания и сооружения.
Основной жилищный фонд города сосредоточен в территориально-планировочных образованиях — жилых районах. Общая площадь территории, занятой жилыми зонами, составляет 681 га, из них 469 га занято многоэтажными и среднеэтажными многоквартирными домами, 212 га — индивидуальными жилыми домами с земельными участками.
Формирование районов массового жилищного строительства происходило параллельно с размещением крупных производственных объектов. Основными районами массового жилищного строительства являются жилые районы Центральный, Западный, Южный, Левобережье и Сыга.
Начиная с середины 90-х годов произошло значительное изменение структуры нового жилищного строительства. Так, наряду с многоэтажными жилыми домами улучшенной планировки, существенное развитие получило индивидуальное жилищное строительство, что привело к заметному увеличению территорий, занятых малоэтажной жилой застройкой.
В 2008 году принят новый генеральный план города Глазова.
По сведениям Удмуртстата, жилищный фонд Глазова на 1 января 2006 года составил 1820,1 тыс. м² (в среднем 18,1 м² на одного жителя), что меньше общероссийского показателя, составляющего порядка 20 м². Фонд представлен многоэтажными (44 %) и индивидуальными жилыми домами (56 %). Практически все многоквартирные жилые дома оборудованы водопроводом, канализацией, центральным отоплением, электроснабжением. Индивидуальный жилой фонд также оснащён основными видами инженерной инфраструктуры. Площадь ветхих и аварийных зданий составляет 31 тыс. м², или 1,7 % от жилищного фонда.
Наиболее крупными (по запланированным объёмам) районами нового жилищного строительства являются:
- Северо-восточный жилой район Левобережье-2;
- Южный;
- Жилой район Сыга.

### Инженерная инфраструктура
Глазов обладает развитой инженерной инфраструктурой, сложившейся в период активного роста промышленного потенциала и селитебных территорий города (1950—1994 годы). В это время сформировались централизованные системы водоснабжения и водоотведения, тепло-, газо- и электроснабжения, телефонной связи.
В Глазове существует раздельная централизованная система канализации. Сточные воды от жилой и общественной застройки, а также промышленных предприятий после локальной очистки поступают в городскую хозяйственно-бытовую канализацию и транспортируются на центральную насосную станцию и далее на очистные сооружения биологической очистки, размещённые на территории промплощадки на северо-западной окраине города.
Основным источником электроснабжения Глазова для коммунально-бытовых потребителей является энергосистема филиала ПАО «МРСК Центра и Поволжья» «Удмуртэнерго». В городе имеется опорная подстанция 220/110/35 кВ «Звёздная», которая питается по ВЛ 220 кВ «Балезино — Звёздная» и «Звёздная — Фалёнки». К общегородским подстанциям относятся: «Сибирская», «Глазов», «Бройлерная» и «Южная». Распределение электроэнергии по городским потребителям осуществляется в основном на напряжение 6 кВ и лишь от ПС «Бройлерная» на напряжение 10 кВ.
Основными источниками централизованного теплоснабжения в городе являются ТЭЦ АО «Объединённая теплоэнергетическая компания» (г. Москва) и котельная № 2 МУП «Глазовские теплосети». Основными видами топлива являются природный газ, каменный уголь, мазут. Сети выполнены в двухтрубном исполнении, система теплоснабжения потребителей зависимая, с открытым горячим водоразбором.
Газоснабжение города осуществляется природным и сжиженным газом.

### Железнодорожный транспорт

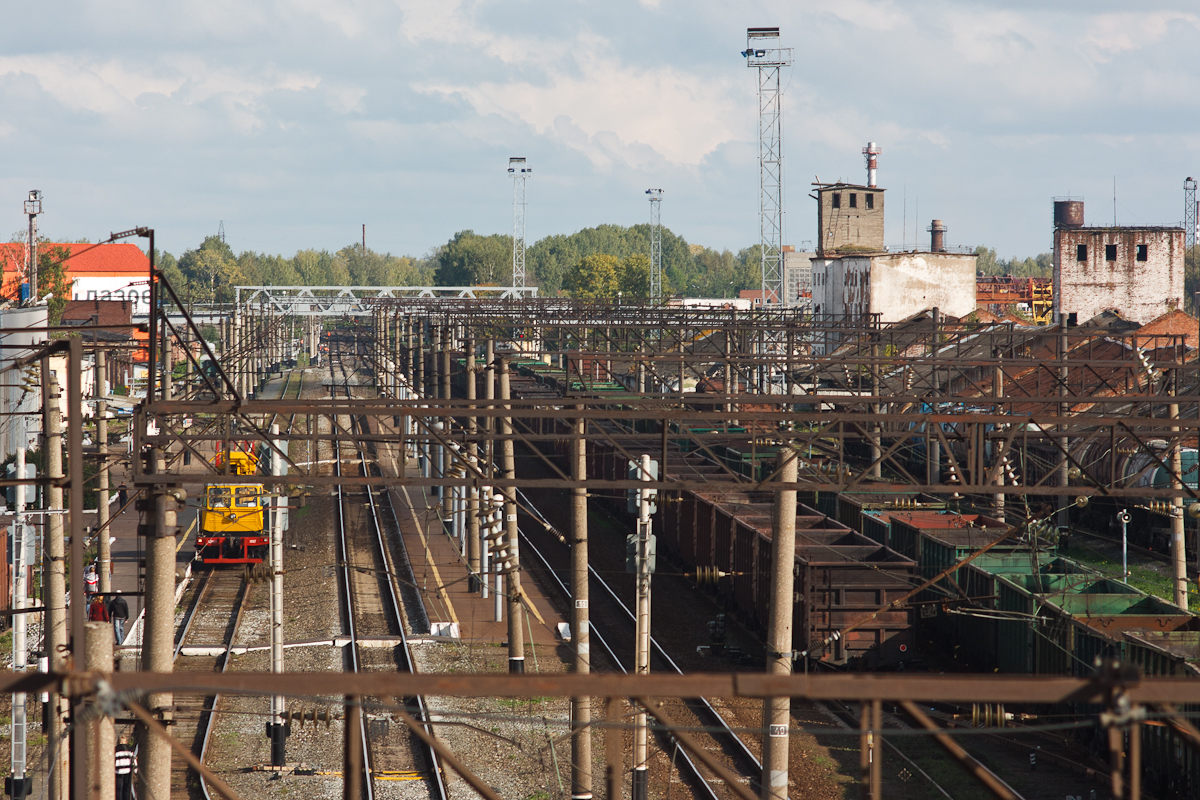
Станция Глазов

Станция Глазов находится на участке Киров — Пермь Горьковской железной дороги, являющимся частью современного маршрута Транссибирской железнодорожной магистрали.

### Автомобильный транспорт
Глазов является конечным пунктом дороги регионального значения Р321Ижевск — Игра — Глазов. Город связан автодорогами с районными центрами Удмуртской Республики: Яром, Балезино, Юкаменским, Красногорским; а также с другими населёнными пунктами: сёлами Люм, Понино, Карсовай, деревней Чажай. В городе функционирует автовокзал. В 2023—2029 годах Министерством транспорта России планировалось построить скоростной международный автодорожный маршрут «Северная хорда», проходящий через Глазов, однако в изменённом проекте от 2013 года эта информация отсутствует.

### Городской общественный транспорт
В городе действуют 10 автобусных маршрутов:
- № 1 п. Никольск — завод «Химмаш»;
- № 2 ул. Калинина — Вокзал — Западная проходная АО «ЧМЗ»;
- № 3 ул. Калинина — Больница — Западная проходная АО «ЧМЗ»;
- № 4 Красногорский тракт — ул. Калинина;
- № 5 Птицефабрика — п. Сыга — Городской пляж;
- № 6 ул. Калинина — Западная проходная АО «ЧМЗ»;
- № 7 Красногорский тракт — Западная проходная АО «ЧМЗ»;
- № 8 д. Штанигурт — Западная проходная АО «ЧМЗ»;
- № 10 Птицефабрика — ул. Калинина;
- № 11 Птицефабрика — Западная проходная АО «ЧМЗ».

## Экономика
Город Глазов — развитый промышленный центр Удмуртской Республики, по объёмам промышленного производства занимающий второе место в регионе. Исторически сложившаяся специализация экономики города — атомная промышленность (градообразующим предприятием является АО «Чепецкий механический завод»). Глазов обладает многоотраслевой экономикой, объединяющей высокотехнологичные предприятия атомной промышленности, машиностроения, стройматериалов, лесной и деревообрабатывающей, лёгкой, пищевой и ликёроводочной промышленности.
На территории города Глазова предполагается дальнейшее развитие машиностроительного комплекса и деревопереработки.
Постановлением Правительства РФ от 12 февраля 2019 года № 125 утверждён статус территории опережающего социально-экономического развития.
По итогам 2018 года Глазов вошёл в топ-10 ежегодного рейтинга моногородов России.

### Промышленность

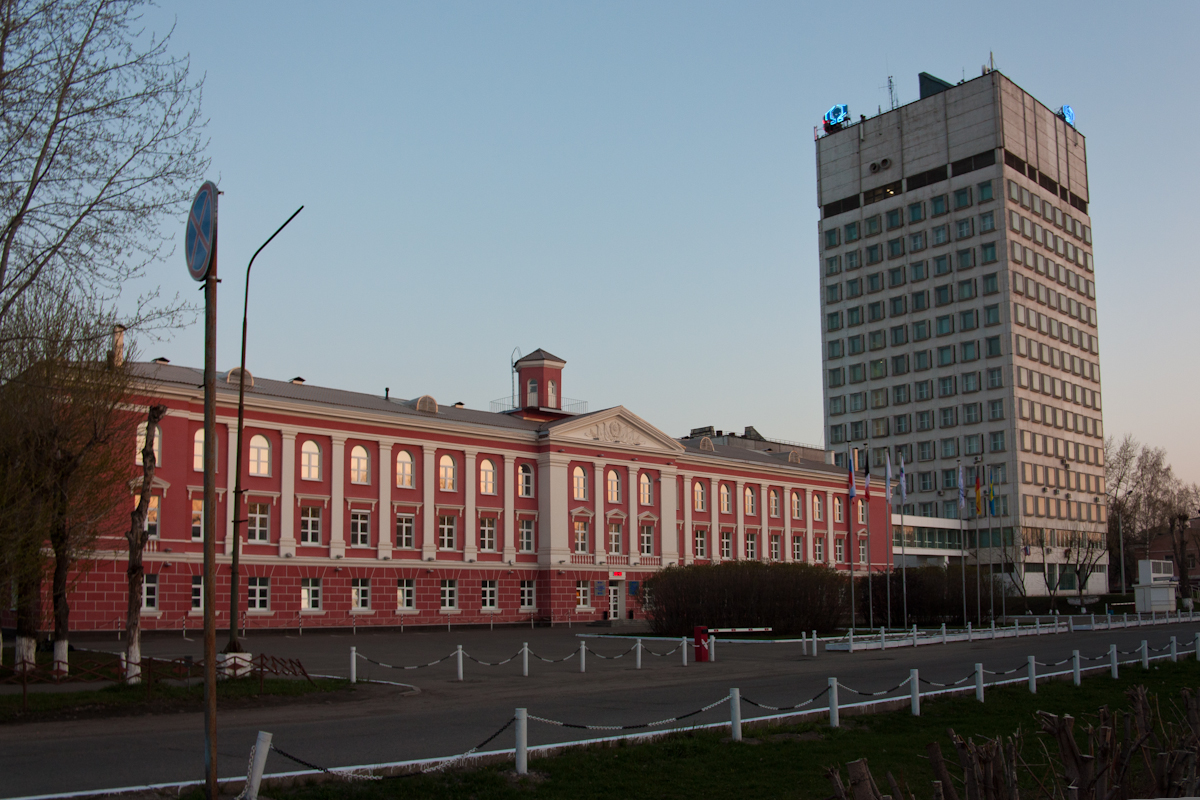
Заводоуправление ЧМЗ

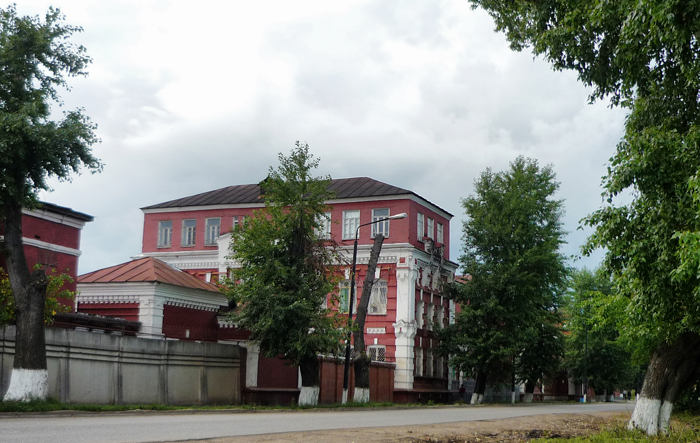
Старинное здание глазовского ЛВЗ

В рейтинге «250 крупнейших промышленных центров России» Глазов занимает 215 место (2013 год).
В 2011 году объём отгруженных товаров с обрабатывающих производств (по крупным и средним организациям) составил 19,3 млрд руб, в 2013 году — 21,4 млрд руб.
Территориально большинство предприятий города сосредоточено в двух промышленных зонах: Северо-Западный промышленный район и Южный промышленный район. Основные промышленные предприятия:
- АО «Чепецкий механический завод» — предприятие в цепочке производства ядерного топлива Топливной компании «ТВЭЛ» Госкорпорации «Росатом», специализирующееся на производстве циркония и его сплавов, титана, кальция, редкоземельных металлов, ниобия и других сопутствующих продуктов.
- АО «Глазовский завод „Металлист“».
- АО «Реммаш».
- Глазовский завод «Химмаш».
- ООО «Глазовская мебельная фабрика».
- ООО «Швейная фабрика „Рабочая марка“».
- ПАО «Ликёро-водочный завод „Глазовский“».
- ООО «Глазовский деревообрабатывающий завод».
- ООО «Глазовская типография».
- ООО «Глазовский завод металлоизделий».

#### Предприятия перерабатывающей промышленности
- ООО «Хлебозавод № 1».
- ООО «Удмуртский птицеводческий холдинг».
- ООО «Удмуртская птицефабрика».
- ОАО «Милком» (производственная площадка «Глазов-молоко»).
- ООО «Глазовский комбикормовый завод».
- ООО «Глазовский лесопромышленный комбинат».

### Торговля и сфера услуг
Представлены торговые сети: федеральные («Магнит», «Пятёрочка») и местные. Наблюдается существенное давление крупных сетей на местных предпринимателей, некоторые из которых не выдерживают конкуренции.
Предусматривается организация зоны опережающего развития «Чепецкая промышленно-производственная зона». Организация данной зоны предполагается на базе существующих предприятий города и производственных территорий.

### Территория опережающего социально-экономического развития «Глазов»
С февраля 2019 г. постановление Правительства Российской Федерации определило создание территории опережающего социально-экономического развития (ТОСЭР) в Глазове для привлечения инвестиций и создания новых рабочих мест. Определены виды экономической деятельности, в отношении которых действует особый налоговый и правовой режим (налог на прибыль 5 % и налог на имущество 0 % первые 5 лет, налог на землю 0 % и страховые взносы 7,6 % первые 10 лет), низкая процентная ставка займов Фонда развития промышленности, Фонда развития предпринимательства, а также другие льготы. Для размещения резидентов ТОСЭР доступны 7 производственных площадок и в перспективе 23 инвестиционные площадки. Планируется создать 2590 рабочих мест. На 2019 год заявлено более десяти новых производств в сфере древообработки, выпуска электрооборудования.

## Достопримечательности
- Историко-культурный музей-заповедник «Иднакар».

Городище IX—XIII веков, расположено в четырёх километрах от города Глазова на высоком мысу (гора Солдырь), образованном слиянием рек Чепцы и Пызепа. В материалах дозорной книги 1615 года содержится запись о погосте «на городище Солдарском над рекою над Чепцою», где имелось 8 дворов.
В конце XVII — начале XVIII веков деревня на бывшем городище перестала существовать, но название Иднакар сохранилось за расположенной в 1,5 км от городища современной деревней Солдырь как неофициальное.
- Исторический центр города, построенный в редкой веерной радиально-дуговой планировке.
- Глазовский краеведческий музей (в здании бывшей женской гимназии).
- Дома купцов Смагиных—Тимофеевых, Завалишина, Волкова (в нём останавливался посетивший Глазов в 1837 году будущий император Александр II), Колотова, Столбова, Веселухина.

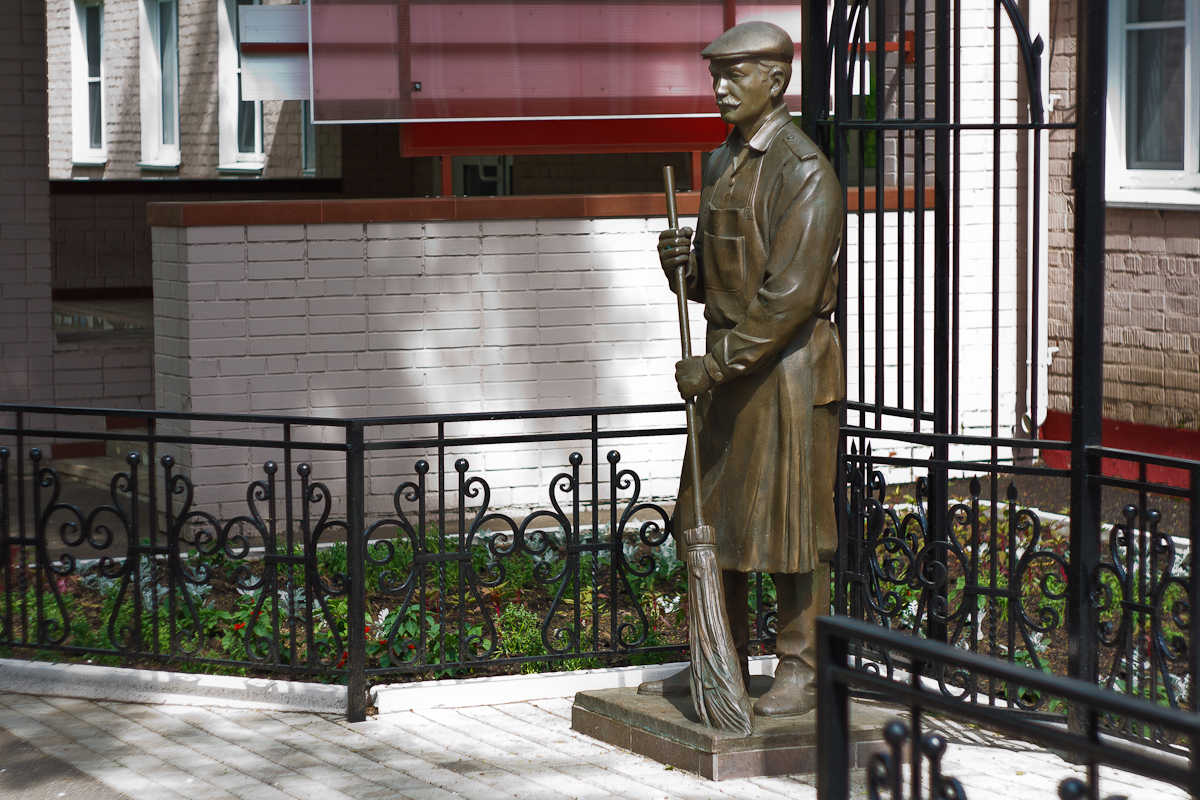
Памятник дворнику около управления ЖКХ
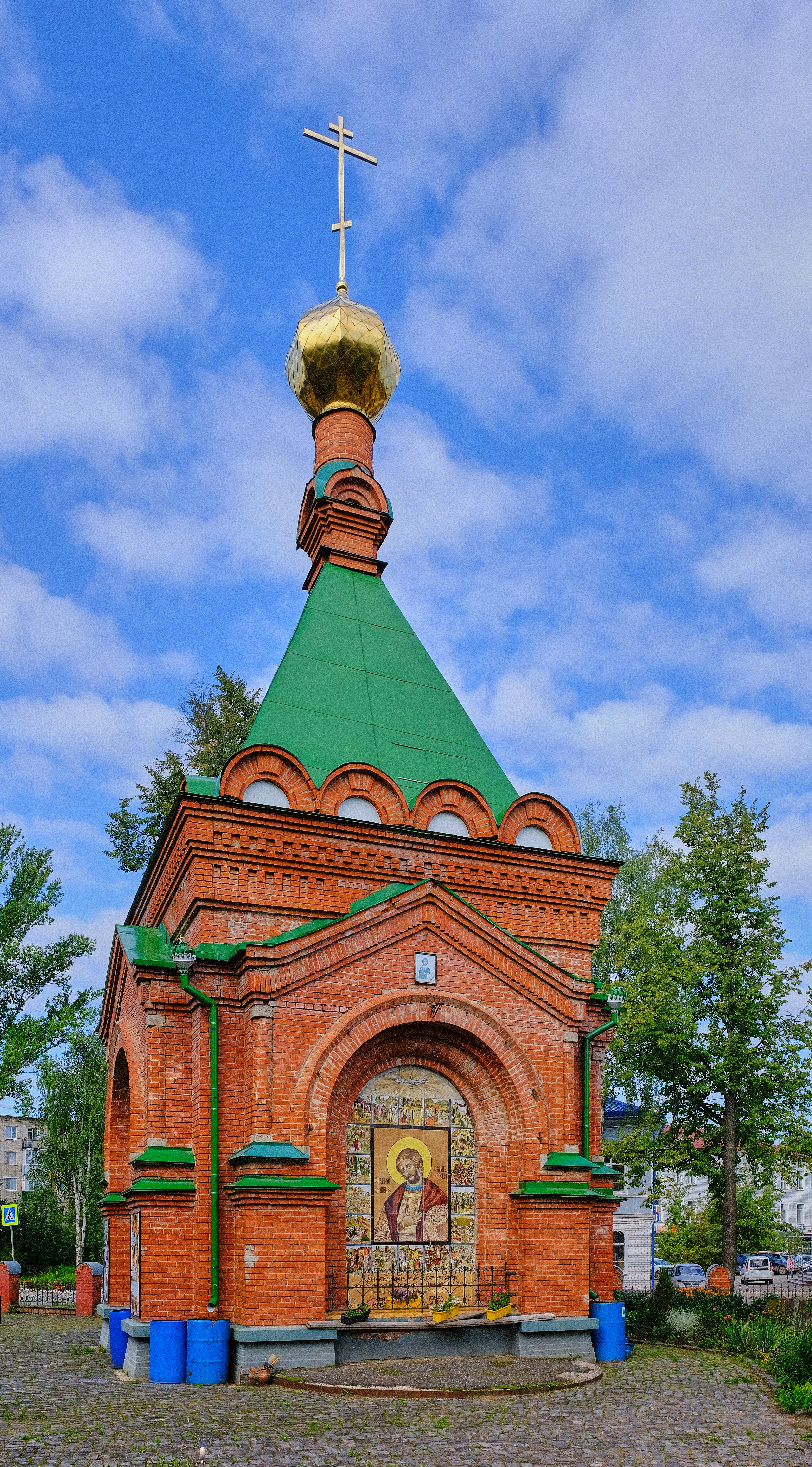
Часовня Александра Невского
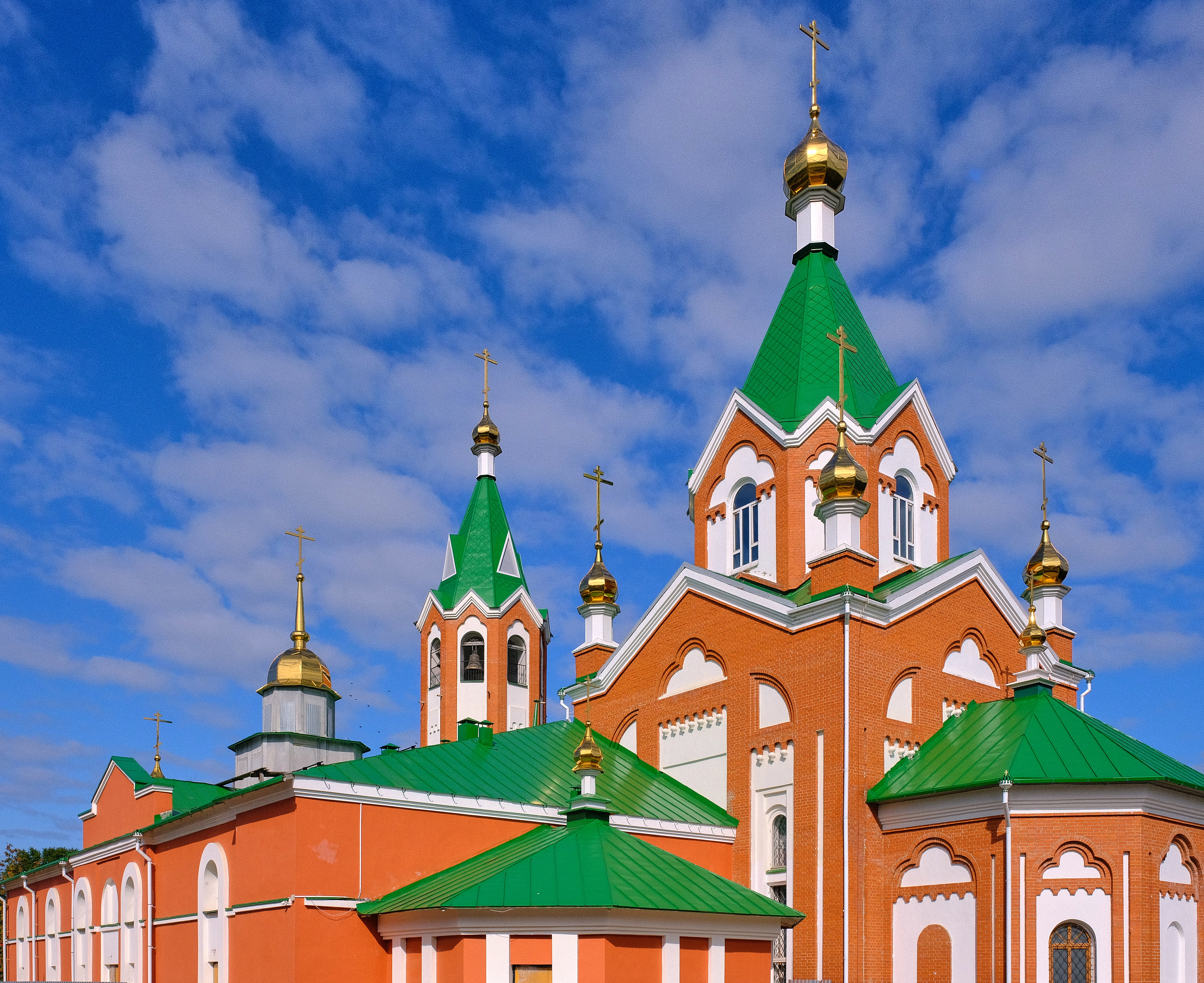
Преображенский собор на площади Свободы
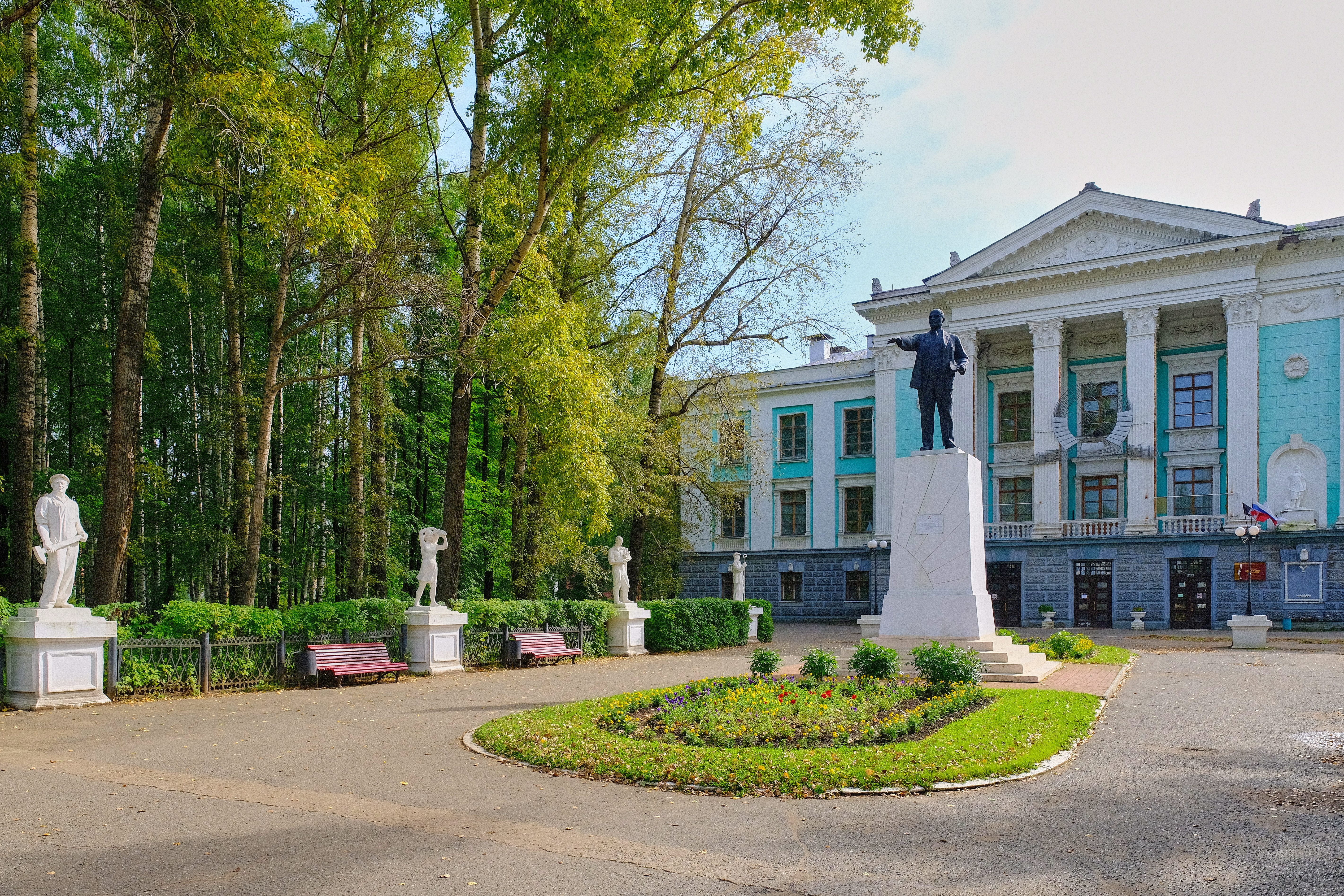
Дворец культуры «Россия» и памятник В. И. Ленину
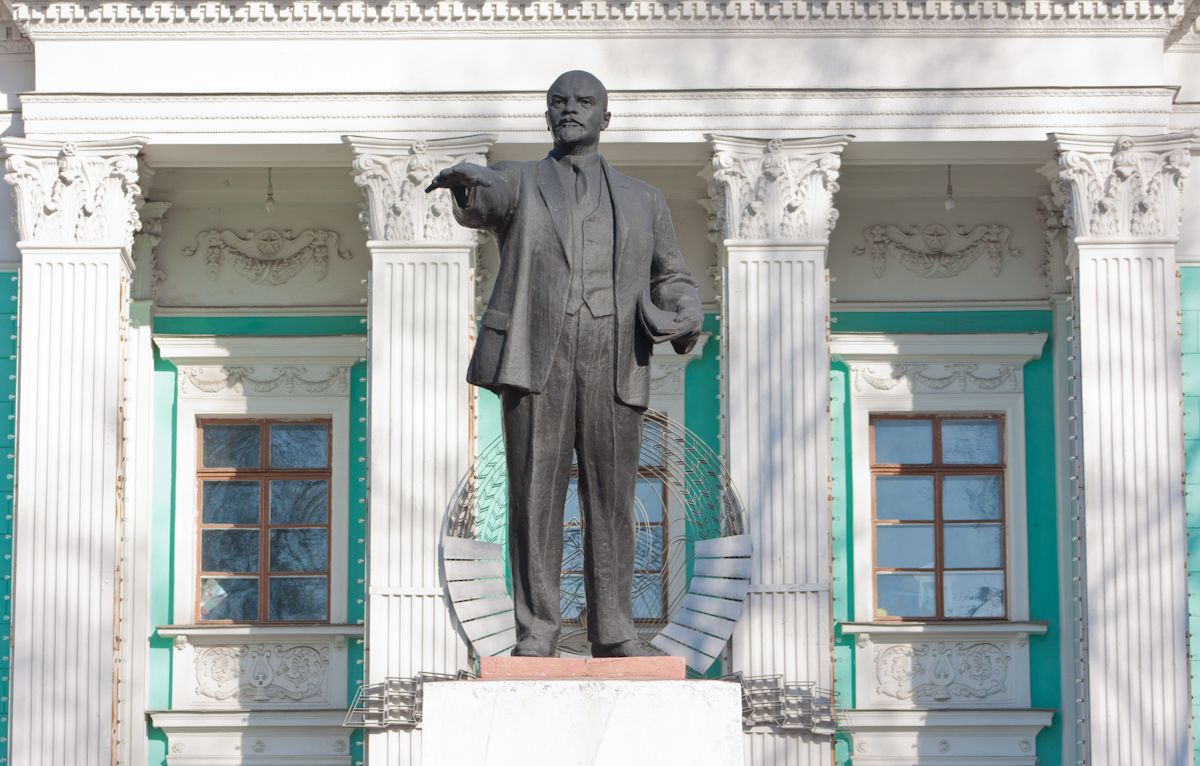
Памятник В. И. Ленину
Бюст В. Г. Короленко
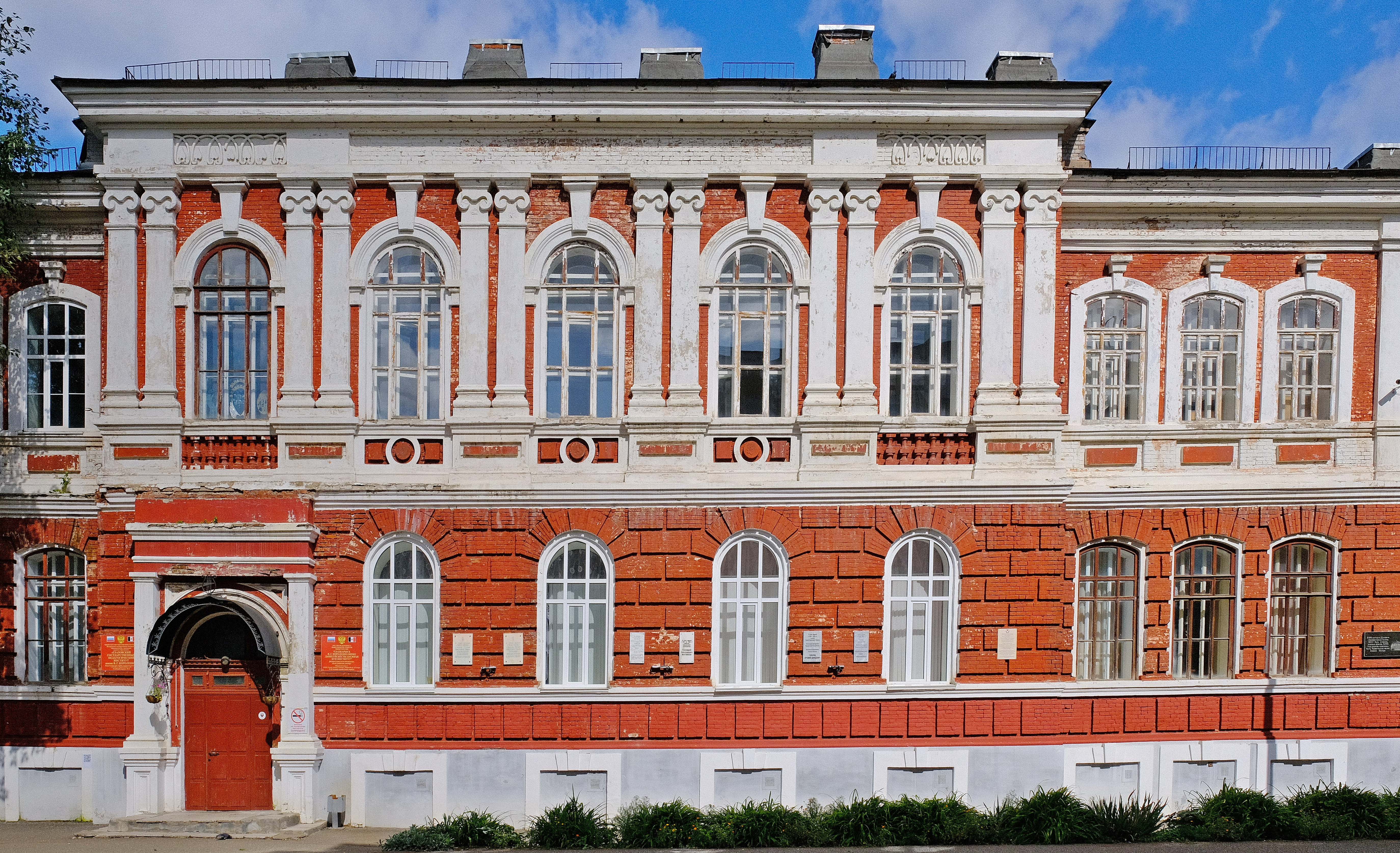
Глазовское духовное училище
Монумент Победы в Великой Отечественной войне (1970)
Памятник П. Морозову
Памятник жертвам техногенных катастроф
Памятник жертвам политических репрессий
Памятник героям Гражданской войны

## Культура
С 1997 года Глазов представлен в Ассоциации муниципальных образований «Города Урала», в составе которой 28 уральских городов. В этом же году вступил в Союз Российских городов, который объединяет более 90 городов России, а с учётом ассоциированных членов более 250 муниципальных образований. В 1999 году Глазов вошёл в состав Союза исторических городов и регионов в целях возрождения и развития истории города и сохранения историко-культурного и природного наследия. В 2001 году Глазов стал членом Ассоциации малых и средних городов России, объединяющей муниципальные образования РФ с населением не более 200 тысяч человек, через которую в дальнейшем становится членом Конгресса муниципальных образований Российской Федерации.
Действует Глазовский муниципальный театр «Парафраз».

### Культурные события
| Название                        | Описание                                                                        | День проведения                                | Место                                                            | Годы проведения |
| ------------------------------- | ------------------------------------------------------------------------------- | ---------------------------------------------- | ---------------------------------------------------------------- | --------------- |
| День города                     | Праздничные мероприятия, массовые гулянья.                                      | Первая суббота после первого понедельника июня | Площадь Свободы, ЛДС Прогресс                                    | 1922-2017       |
| Фестиваль «Театральные ладушки» | Всероссийский фестиваль-семинар театров, где играют дети, подростки и молодёжь. | Май                                            |                                                                  | 1996-2007       |
| Мотогонки на льду (Спидвей)     | Проводятся в рамках всероссийских первенств.                                    | Январь-март                                    | Стадион «Прогресс»                                               | 2012            |
| Glazov Street Fest              | Региональный фестиваль молодёжной уличной культуры.                             | Последняя суббота июля или августа             | Парк Горького, спорткомплекс «Прогресс», Горсад, Площадь Свободы | 2008-по н.в.    |
| Рок-фестиваль «Мы вместе»       | Открытый межрегиональный рок-фестиваль.                                         | Последнее воскресенье мая                      | Молодёжный клуб «Родник»                                         | 1999-2010       |
| Байк-рок слёт «Гараж»           | Рок-фестиваль, слёт байкеров.                                                   | Июль-Июнь                                      | Под открытым небом, «Стрельбище», база отдыха «Чайка»            | 2006-по н.в.    |

## Образование

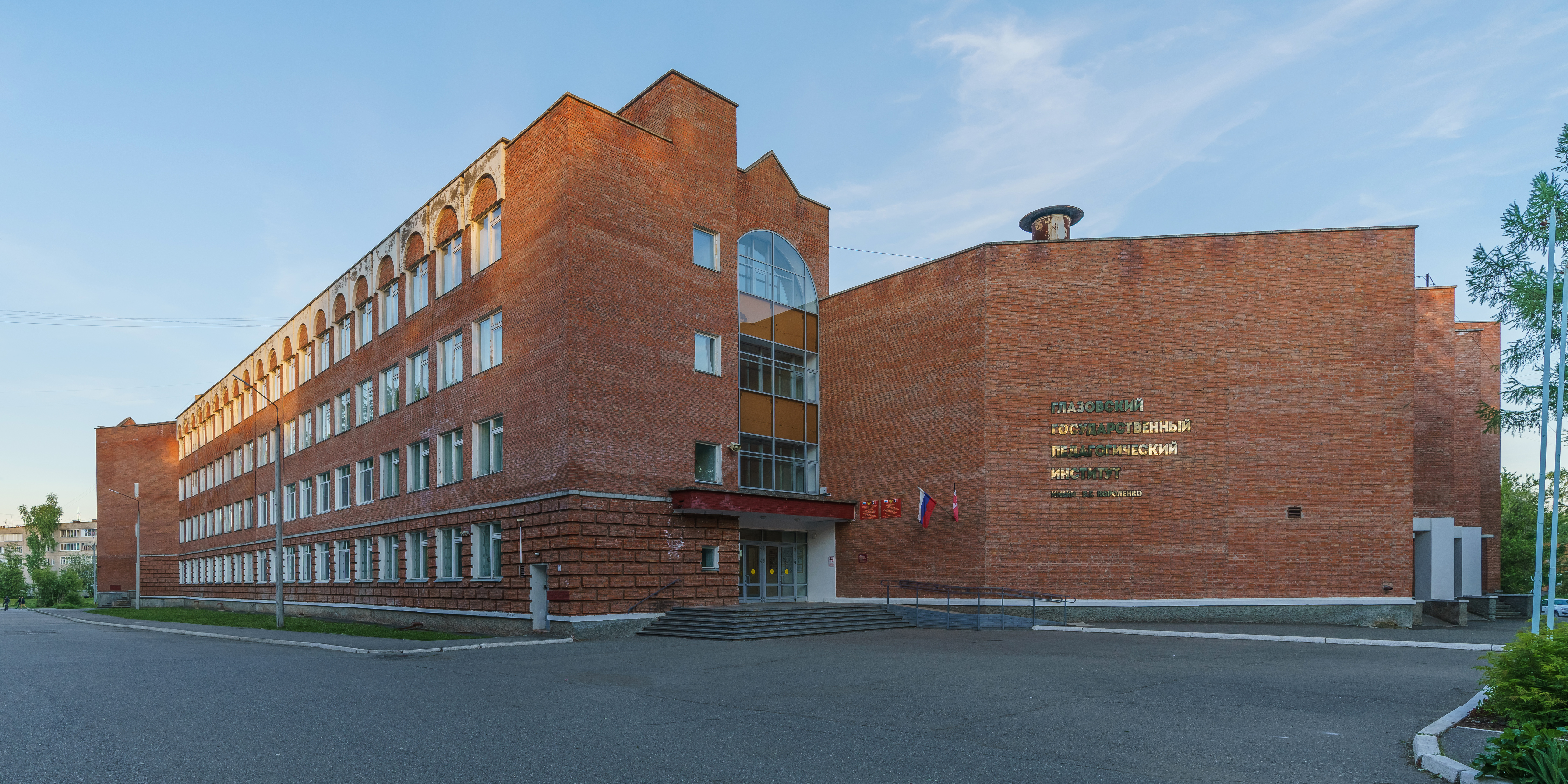
Главный корпус педагогического института

Городское сообщество характеризуется высоким научно-образовательным уровнем; имеется собственная высшая школа, представленная следующими вузами:
- Глазовский государственный педагогический институт имени В. Г. Короленко
- Глазовский инженерно-экономический институт (филиал) ГОУ ВПО ИжГТУ
- Глазовский филиал Института права, социального управления и безопасности Удмуртского государственного университета
- Глазовский филиал Университета Российской академии образования (УРАО)

В системе среднего и начального профессионального образования города Глазова функционируют восемь учебных учреждений; среди них Глазовский технический колледж, медицинское училище, техникум и три профессионально-технических училища. Работают 18 общеобразовательных школ, три гимназии (в том числе лингвистическая), физико-математический лицей, художественная и музыкальная школы и Лицей искусств.

## Спорт

### Хоккей
- Хоккейный клуб «Прогресс» (1954—1956 — «Трактор», 1957—1961 — «Торпедо», с 1962 года — «Прогресс») — основан в 1954 году.
- Хоккейный клуб «Прогресс-2» — основан в 2009 году, расформирован в 2010 году.

### Фигурное катание
- Елизавета Туктамышева — российская фигуристка. Чемпионка мира 2015, чемпионка I зимних юношеских Олимпийских игр (2012). Заслуженный мастер спорта России. Родилась в Глазове, здесь же начала заниматься фигурным катанием.

### Мини-футбол
- Мини-футбольный клуб «Глазов». Основан 1 сентября 2020 года. Выступает в конференции «Восток» Высшей лиги — второго по значимости дивизиона в иерархии российского мини-футбола.
- Мини-футбольный клуб «Прогресс». Выступал в Высшей лиге. В 2013 году занял первое место в регулярном чемпионате, в финале проиграл команде «Тюмень-2», но по решению Ассоциации мини-футбола России переведён в Суперлигу — лучшую мини-футбольную лигу страны. Обладатель Кубка АМФР сезона 2008/2009. В мае 2018 года расформирован.

## Средства массовой информации

### Информационные агентства
- ИА «Глазов. Ру»

### Радио
| Название                          | Частота, МГц |
| --------------------------------- | ------------ |
| Comedy Radio                      | 94,90        |
| Like FM                           | 95,30        |
| Дорожное радио                    | 96,90        |
| Радио Ваня                        | 97,30        |
| DFM                               | 97,70        |
| Радио ENERGY                      | 98,10        |
| Юмор FM                           | 98,50        |
| Love Radio                        | 99,00        |
| Русское радио                     | 99,90        |
| Авторадио                         | 100,30       |
| Наше радио                        | 100,80       |
| Милицейская волна                 | 101,70       |
| Радио Моя Удмуртия / Глазов Радио | 102,30       |
| Радио для двоих                   | 102,80       |
| Хит FM                            | 103,70       |
| Ретро FM                          | 105,00       |
| Радио Дача                        | 105,40       |
| (ПЛАН) Европа Плюс                | 105,80       |
| Радио Рекорд                      | 106,20       |
| Радио Шансон                      | 106,80       |
| Новое радио                       | 107,70       |

### Газеты
- Муниципальная газета «Красное знамя»
- Газета «Мой город Глазов»
- Газета «Рынок сегодня»
- Газета «Первая газета недели»
- Газета «Белова, 7» ОАО «ЧМЗ»
- Газета «Хорошо о разном»
- Газета «Авось-КА»
- Газета «Толстая газета»
- Журнал «MAGAZINe»
- Газета «Гарант. ТВ»
- Газета «Центральный рынок Глазов»
- Газета «Новая газета Глазова»

## Связь

### Услуги стационарной связи
- ПАО «Ростелеком»
- ООО «Радиолинк»

### Сотовая связь
- «МТС»
- «Билайн»
- «МегаФон»
- «TELE2»
- «SkyLink»
- «Yota»
- «Ростелеком»

## Галерея

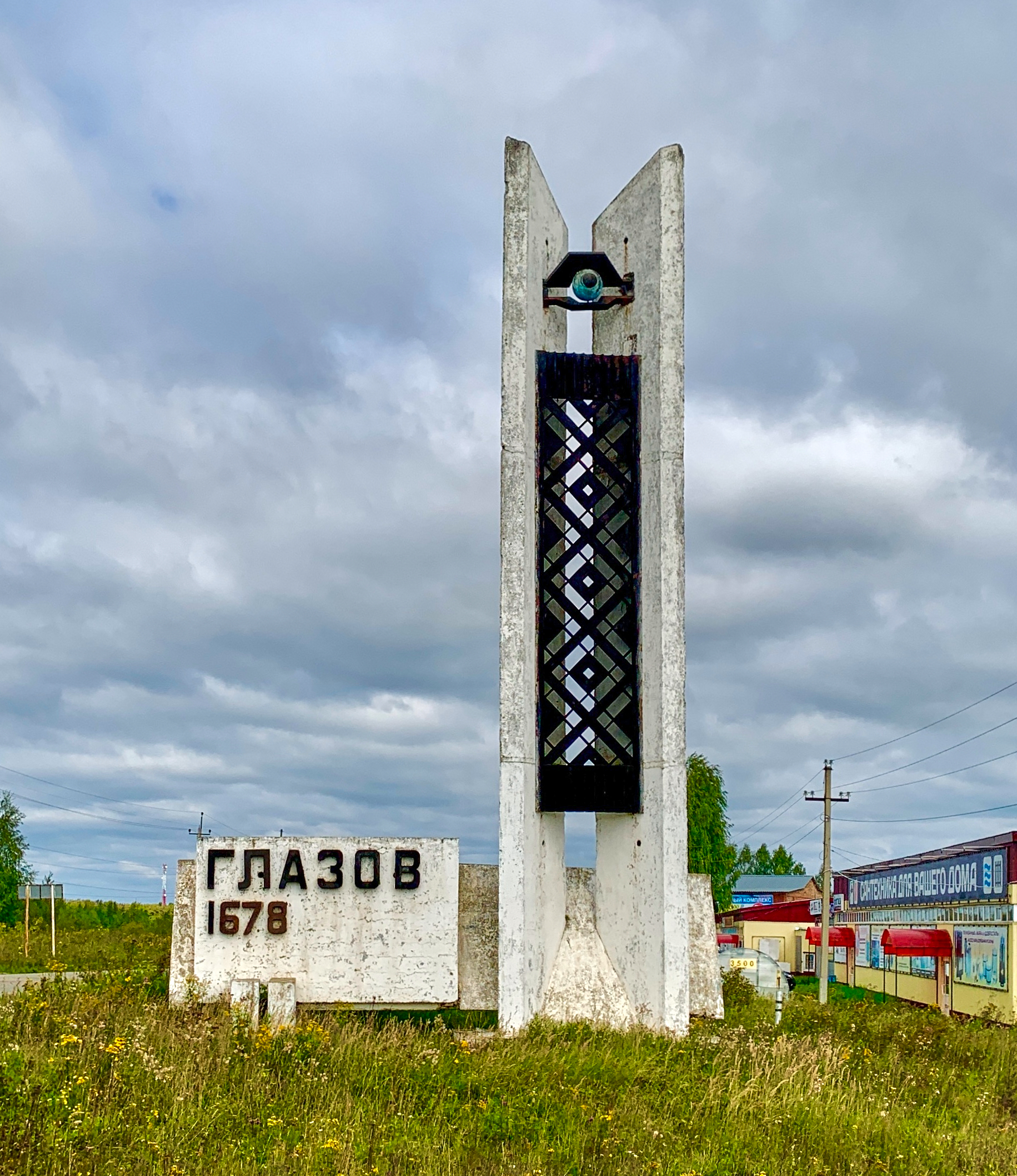
Стела на въезде в город
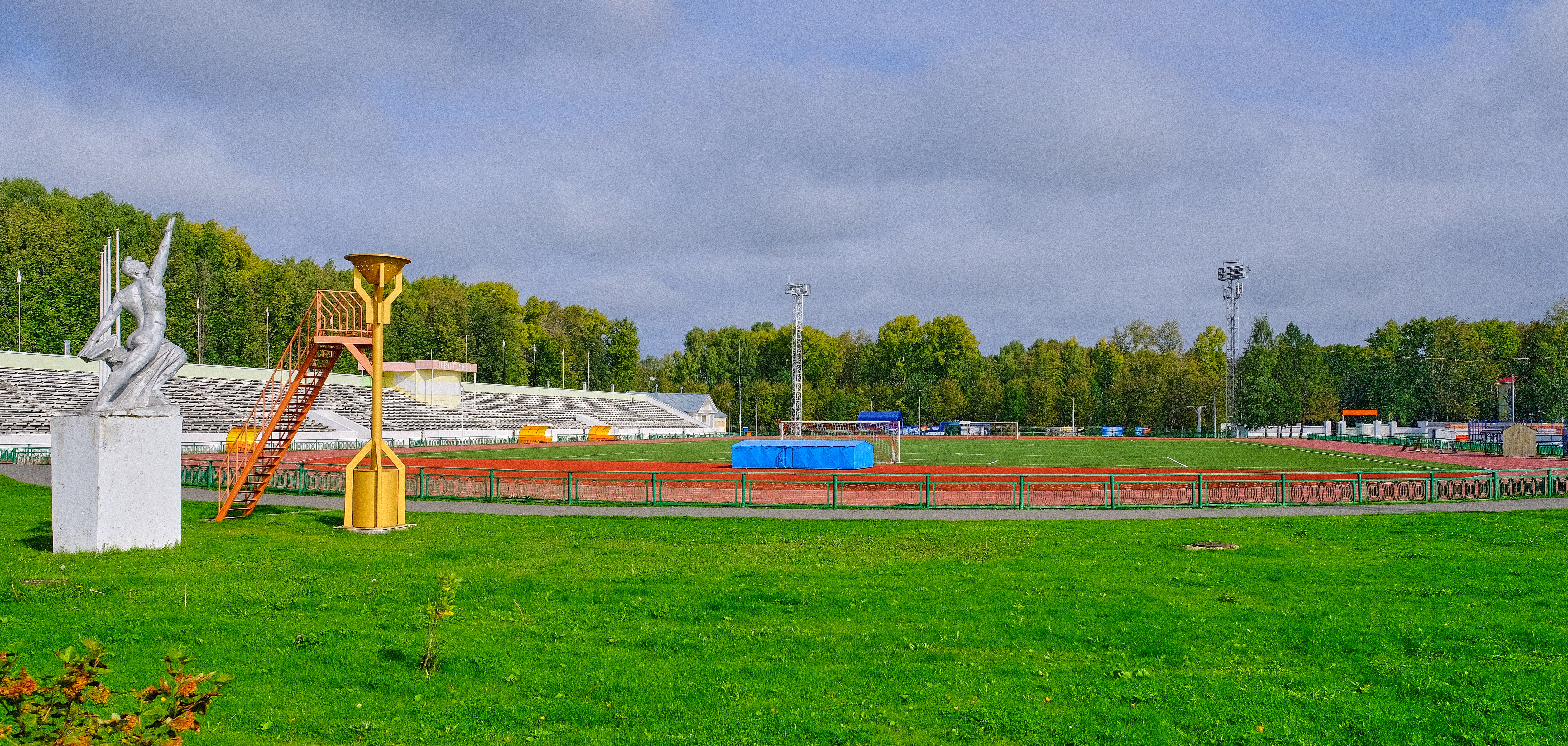
Стадион «Прогресс»
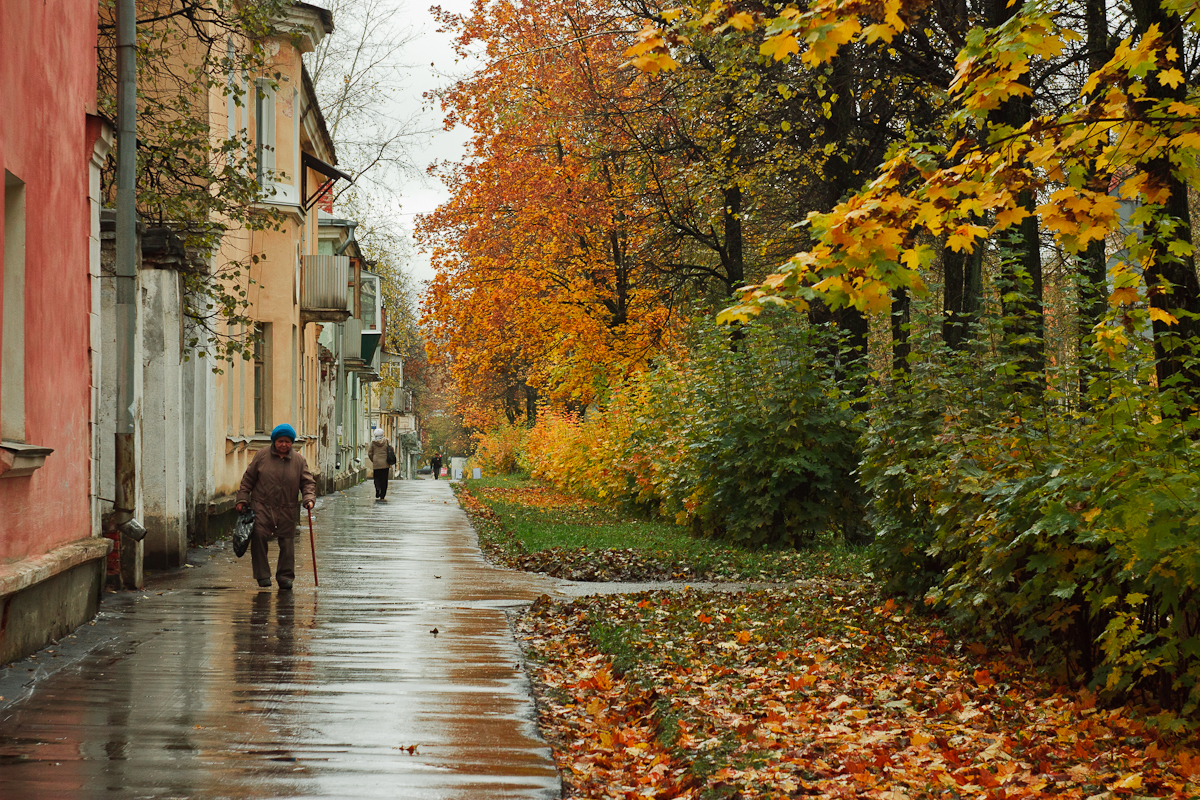
Советская улица
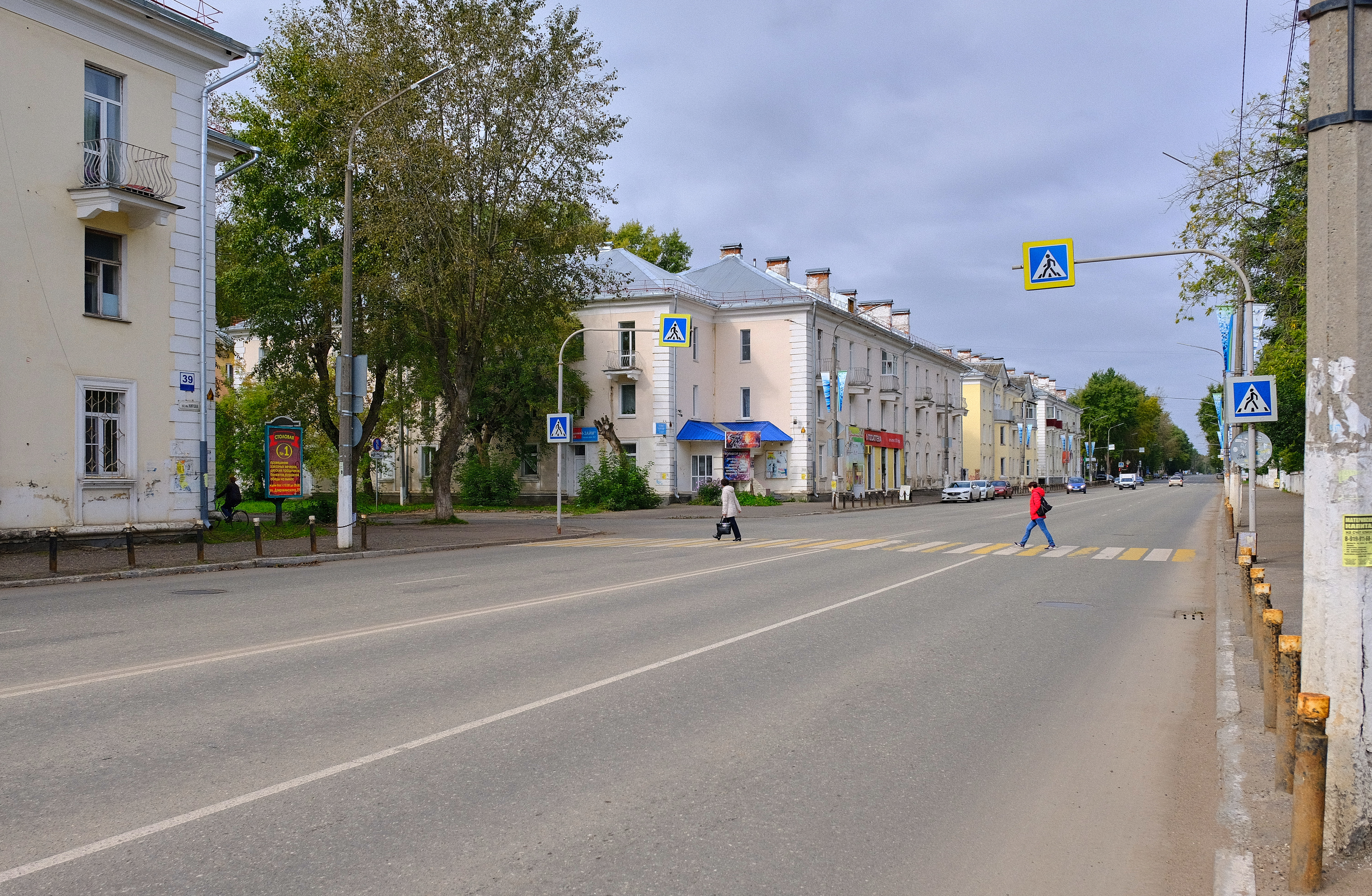
Улица Кирова
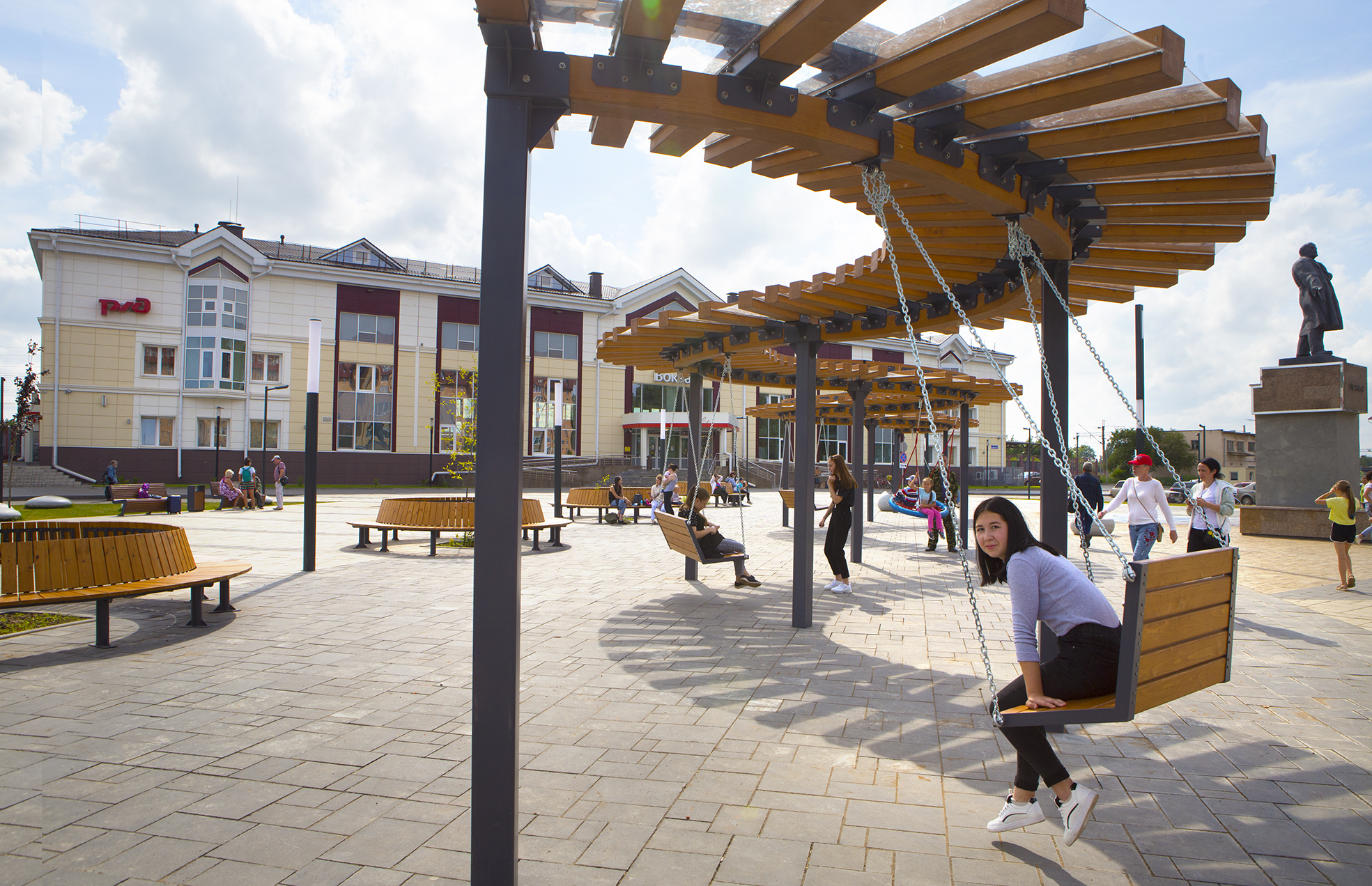
Привокзальная площадь
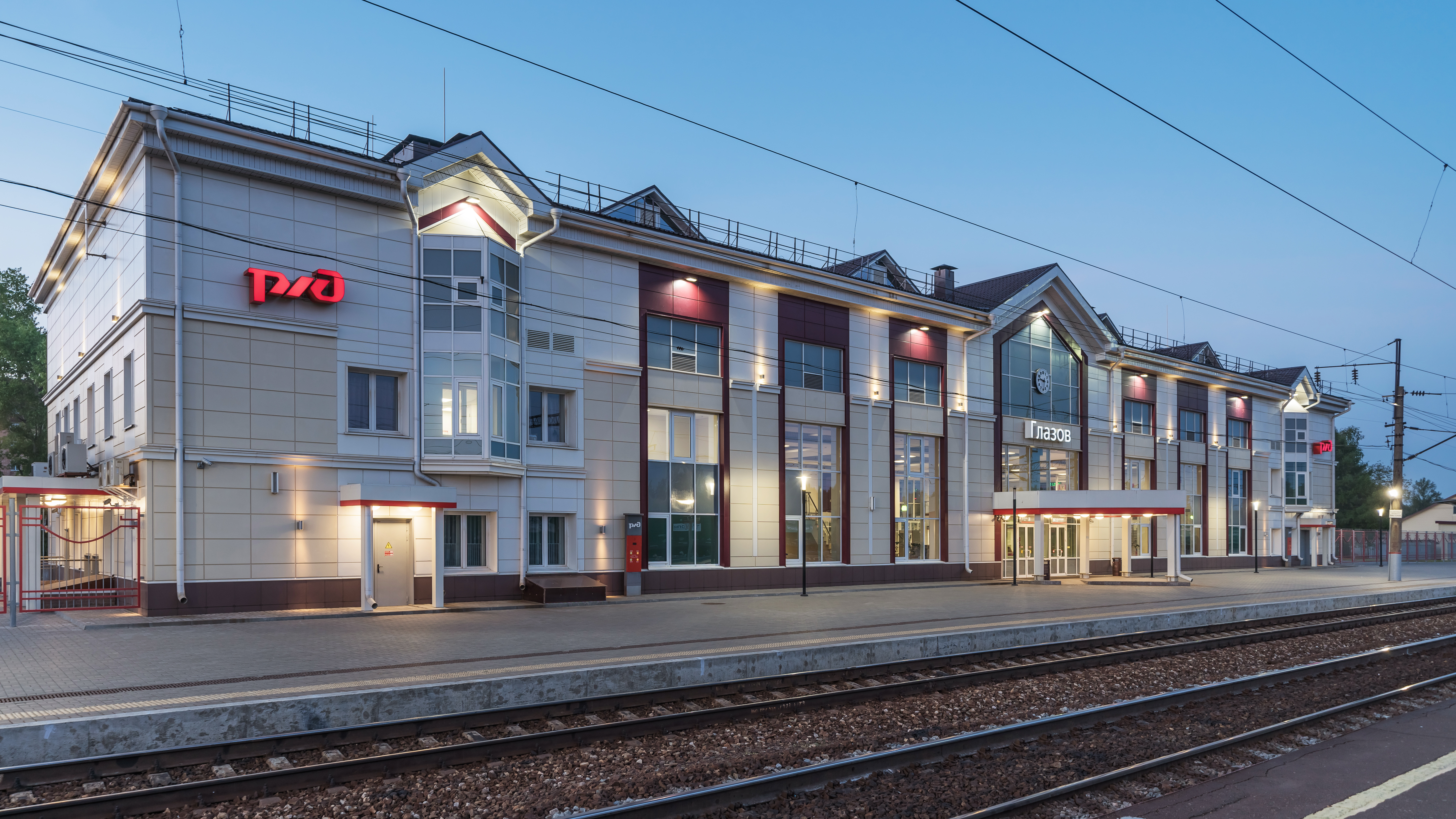
Железнодорожный вокзал
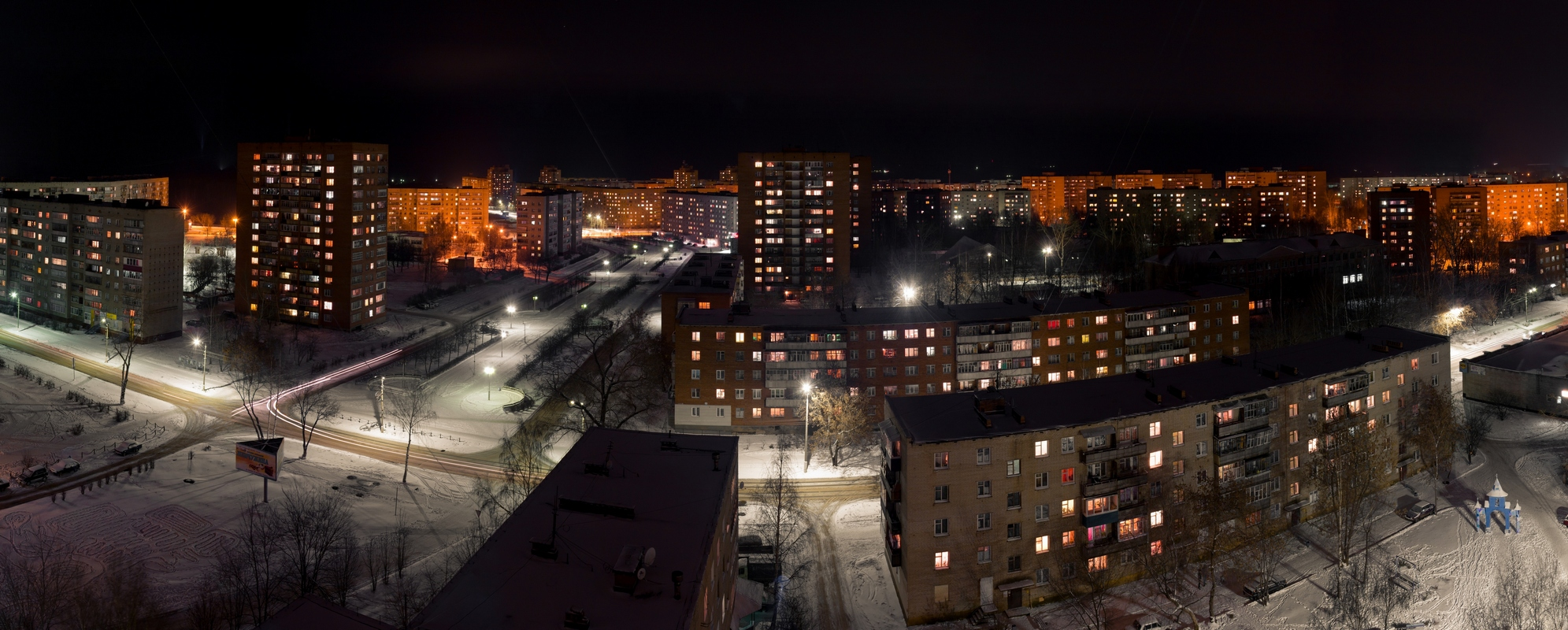
«Новый район»
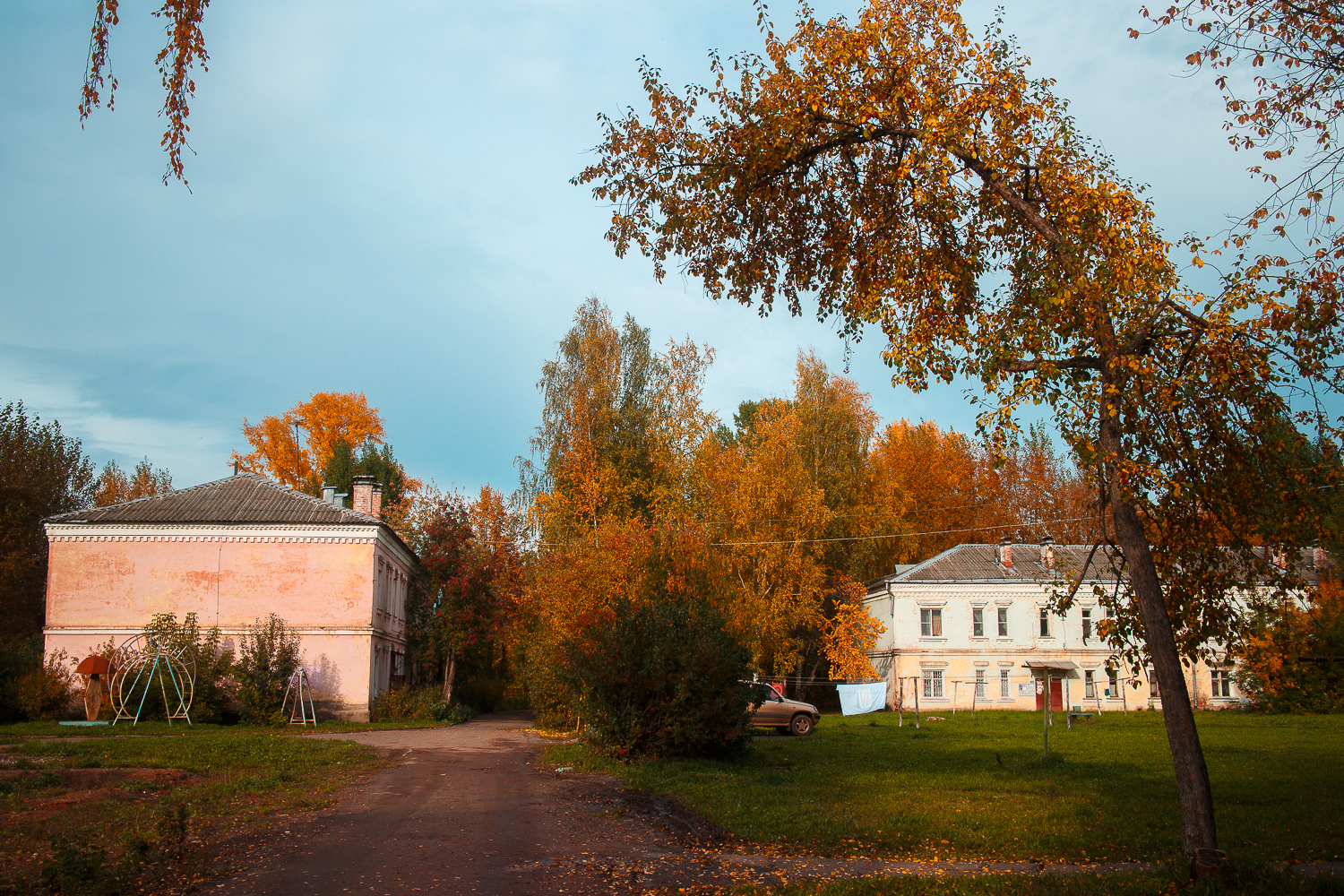
Первые кирпичные дома рабочего посёлка ЧМЗ
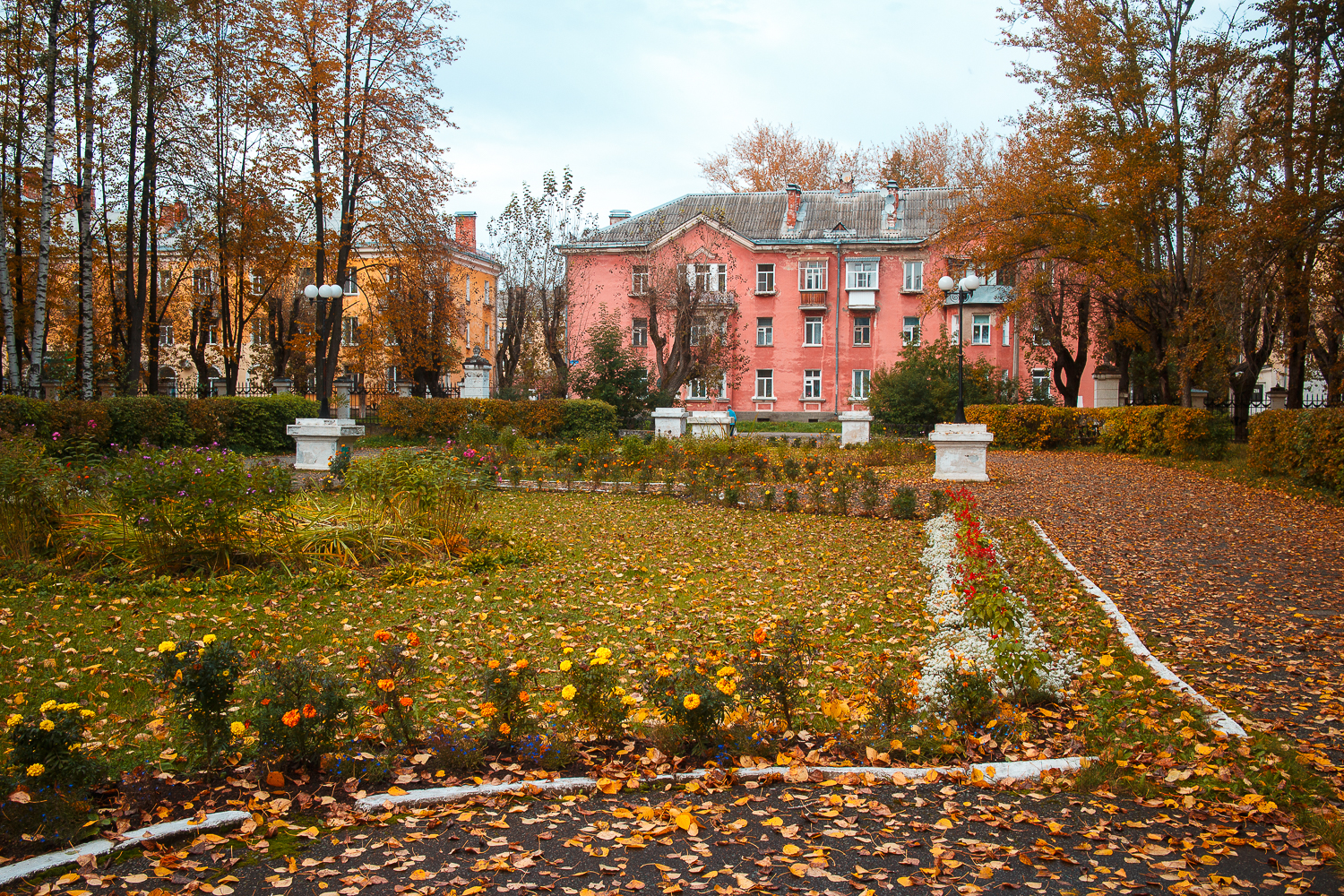
Жилые дома на Парковой улице
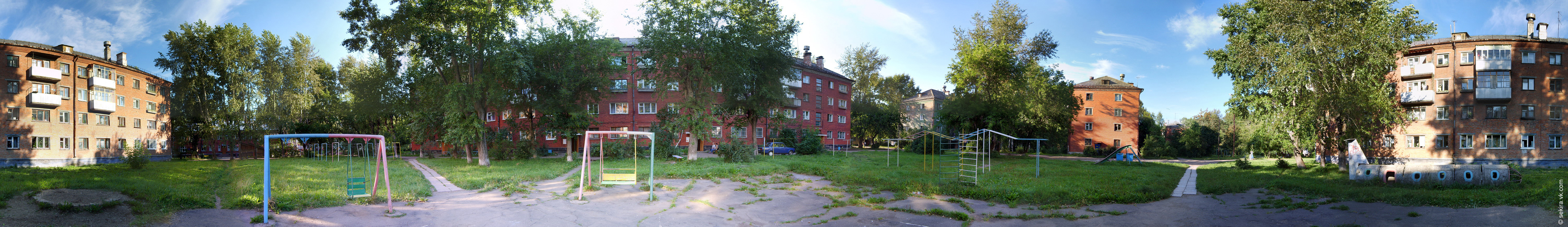
Двор в «старом районе»
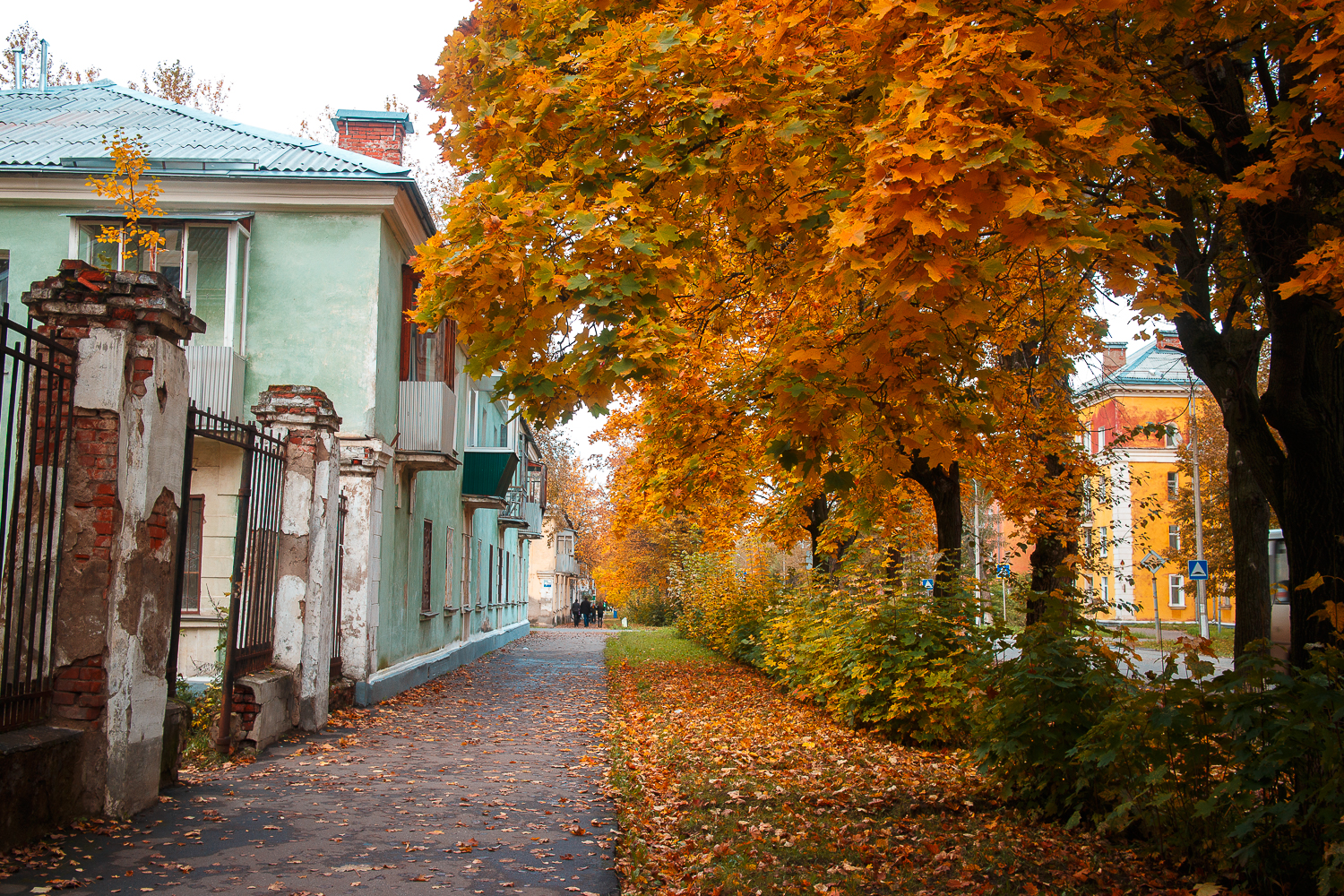
Советская улица